# 1 de enero
El 1 de enero es el 1.ᵉʳ (primer) día del año en el calendario gregoriano. Quedan 364 días para finalizar el año y 365 en los años bisiestos, es también el primero del primer semestre (enero-junio) de cada año. En el calendario juliano empezó a ser el primer día del año en el 153 a. C.
Durante la Edad Media, bajo la influencia de la Iglesia católica, muchos países de Europa occidental decidieron trasladar el comienzo del año a una de las varias fiestas cristianas importantes: el 25 de diciembre (la Natividad de Jesús), el 1 de marzo, el 25 de marzo (la Anunciación), o incluso la Pascua. El Imperio bizantino comenzaba el año el 1 de septiembre.
En Inglaterra, el 1 de enero se celebraba como el festival de Año Nuevo, pero desde el siglo XII hasta 1752 el año en Inglaterra comenzaba el 25 de marzo (Día de la Dama). Así, por ejemplo, el registro parlamentario señala que la ejecución de Carlos I ocurrió el 30 de enero de 1648 (ya que el año no terminó hasta el 24 de marzo), aunque las historias modernas ajustan el comienzo del año al 1 de enero y registran la ejecución como si ocurriera en 1649.
La mayoría de los países de Europa occidental cambiaron el comienzo del año al 1 de enero antes de adoptar el calendario gregoriano. Por ejemplo, Escocia cambió el comienzo del Año Nuevo escocés al 1 de enero en 1600. Inglaterra, Irlanda y las colonias británicas cambiaron el comienzo del año al 1 de enero en 1752. Más tarde ese año en septiembre, el calendario gregoriano se introdujo en toda Gran Bretaña y las colonias británicas. Estas dos reformas fueron implementadas por el Calendario (Nuevo Estilo) Ley de 1750.

## Acontecimientos
- 45 a. C.: entra en vigor el calendario juliano en Roma.
- 42 a. C.: Deificación póstuma de Julio César por el Senado romano.
- 69: Proclamación de emperador de Vitelio por parte de las legiones romanas de Germania Superior tras rehusar juramento de lealtad a Galba.
- 193: el emperador Cómodo es declarado enemigo de Roma por el Senado romano.
- 404: en Roma tiene lugar la última competición conocida entre gladiadores. Según la leyenda, en el año 391 san Telémaco había sido asesinado por la multitud al intentar interrumpir la pelea, y el emperador romano cristiano Honorio hizo abolir las peleas de gladiadores.
- 630: el profeta Mahoma se dirige a La Meca con su ejército y la captura sin derramar sangre.
- 990: la Rus de Kiev adopta el calendario juliano.
- 1000: según un mito historiográfico, en esta fecha amplios sectores de la población europea creyeron que este día sucedería el fin del mundo (apocalipsis milenarista) al cumplirse los mil años del nacimiento de Jesucristo, por lo cual se produjeron disturbios y hubo masivas peregrinaciones hacia Jerusalén para poder morir en Tierra Santa. Actualmente se sabe que no sucedieron tales hechos, cuyo relato se remonta al Renacimiento, siendo popularizado por los historiadores del siglo XIX.[2][3][4][5][6]
- 1001: en Praga (principado de Hungría), el papa Silvestre II corona a Esteban I como el primer rey de Hungría.
- 1259: en Nicea, Miguel VIII Paleólogos es proclamado coemperador con su compañero Juan IV Ducas Láscaris.
- 1369: Luis II el Bueno, duque de Borbón, instituye la Orden del Escudo de Oro.
- 1432: en la ciudad de Granada (España), Yusuf IV es proclamado sultán tras una sublevación popular que destrona a Muhammad IX.
- 1438: en Hungría, Alberto II de Habsburgo es coronado rey.
- 1501: fecha que tradicionalmente se considera como el final de los libros impresos llamados incunables.
- 1502: en Sudamérica, el florentino naturalizado castellano Américo Vespucio descubre la bahía de Guanabara, donde luego se fundaría Río de Janeiro.
- 1504: en Italia, el ejército español entra en Gaeta, terminando así la guerra que enfrentó a Francia y España por Nápoles.
- 1515: el rey Francisco I accede al trono.
- 1527: en el parlamento de Cetin, los aristócratas croatas eligen a Fernando I de Habsburgo como rey.
- 1540: en Perú, Pedro de Valdivia inicia su expedición a Chile. Sale del Cusco con un grupo reducido de españoles y pocos indígenas. Lo acompaña Inés de Suárez, la primera mujer que inscribe su nombre en la Historia de Chile.
- 1567: en Granada (España), Felipe II publica una pragmática contra la actitud levantisca de los moriscos, origen de la guerra de las Alpujarras.
- 1574: en Bolivia, el conquistador español Santiago Barba de Padilla funda la ciudad de Oropesa, que a partir de 1786 fue llamada Cochabamba.
- 1600: Escocia comienza a usar el calendario juliano.
- 1606: en Santiago de Chile se realiza la primera exposición de Artes e Industrias. Estaban representadas la alfarería, la curtiduría y la torcedura de cáñamo.
- 1651: en Escocia, Carlos II es coronado rey.
- 1652: en Alemania, el físico Johann Lorenz Bausch funda la Academia Naturae Curiosorum.
- 1660: Samuel Pepys comienza a escribir su diario.
- 1673: entre Nueva York y Boston comienza a funcionar el correo regular.
- 1700: Rusia comienza a usar el calendario juliano.
- 1707: en Portugal, Juan V es coronado rey.
- 1722: se publica la Gaceta de México, el primer periódico de Hispanoamérica.
- 1727: en la Charité de Berlín (Alemania) se crea una unidad de obstetricia con una «sala independiente donde se acoge a las mujeres licenciosas poco antes del parto».
- 1739: el explorador francés Jean-Baptiste Charles Bouvet de Lozier descubre la isla Bouvet.
- 1764: en Rusia, la zarina Catalina II ordena la confiscación de las propiedades de la Iglesia.
- 1772: en Londres se emiten por vez primera los cheques de viajero, que se podrán utilizar en 90 ciudades europeas.
- 1776: en Francia se suprimen las compañías de mosqueteros.
- 1778: En el Virreinato del Río de la Plata, el virrey Pedro de Cevallos funda el Pago de Matanza y Pozos.
- 1788: en Londres se publica el primer número del periódico The Times.
- 1791: en Lima (Perú) se publica el primer número del Mercurio Peruano.
- 1797: Albany sustituye a Nueva York como capital del estado de Nueva York.
- 1800: se disuelve la Compañía Neerlandesa de las Indias Orientales.
- 1801: se completa la unión legal del Reino de Gran Bretaña y el Reino de Irlanda que forma el Reino Unido de Gran Bretaña e Irlanda.
- 1801: el monje lombardo Giuseppe Piazzi (1746-1826) descubre el primer asteroide: Ceres.
- 1804: Jean-Jacques Dessalines proclama la independencia de Haití, resucitando el antiguo nombre indígena de la isla.
- 1806: en Francia, Napoleón I deroga el calendario republicano y restablece el gregoriano.
- 1808: en los Estados Unidos se prohíbe la importación de esclavos.
- 1809: en Buenos Aires Martín de Álzaga encabeza una asonada con el propósito de destituir al virrey Santiago de Liniers.
- 1818: se publica “Frankenstein” de Mary Shelley.
- 1818: en Concepción  se fecha la proclamación de la Acta de Independencia de Chile
- 1820: en España, el teniente coronel Rafael de Riego se subleva en Las Cabezas de San Juan contra el absolutismo monárquico de  Fernando VII y proclama la Constitución de 1812.
- 1821: nace la Junta de Belem, primer antecedente de la independencia de Brasil
- 1826: en el estado Estado de México, Naucalpan se convierte en municipio.
- 1830:  Guillermo I, rey de Wurtemberg instaura la Orden de Federico.
- 1833: el Reino Unido proclama su soberanía sobre las islas Malvinas.
- 1841: en Honduras toma posesión el primer presidente de la República, el general Francisco Ferrera.
- 1845, miércoles: Filipinas se adapta al calendario gregoriano, por lo que ayer fue lunes 30 de diciembre de 1844 (el martes 31 de diciembre no existió).
- 1850: en España se instaura un nuevo sistema de correo con sellos adhesivos.
- 1857: en Chile entra a regir el nuevo  Código Civil.
- 1860: victoria española en la Batalla de los Castillejos.
- 1863: en los Estados Unidos entra en vigor la Proclamación de Emancipación para los esclavos en territorio confederado.
- 1865: en Chile se establece el sistema métrico decimal como sistema de medida oficial en el país.
- 1865: fundación del Nottingham Forest Football Club.
- 1867: el químico sueco Alfred Nobel obtiene por primera vez dinamita de manera industrial.
- 1871: en Buenos Aires (Argentina) entra en vigor el Código Civil argentino, redactado por Dalmacio Vélez Sarsfield.
- 1872: en el sur de la provincia de Buenos Aires (Argentina), un grupo de decenas de criollos asesinan a 36 campesinos inmigrantes (masacre de Tandil).
- 1873: Japón empieza a usar el calendario gregoriano.
- 1873: en Venezuela el presidente Antonio Guzmán Blanco establece el matrimonio civil.
- 1877: La reina Victoria es proclamada emperatriz de la India.
- 1879: en Barcelona se reedita el semanario satírico republicano L'Esquella de la Tortaza.
- 1880: en Panamá, Ferdinand de Lesseps comienza la construcción del canal transoceánico.
- 1880: fundación del Manchester City Football Club.
- 1885: en Chile, entran en vigor las leyes del matrimonio y de registro civil.
- 1885: en España, entra en vigor el primer reglamento del Ateneo de Madrid.
- 1885: en La Plata, Argentina, es inaugurada la casa de Dardo Rocha, construida en tan solo 40 días.[7]
- 1892: Isla Ellis se convierte en el centro de acogida de nuevos inmigrantes a Estados Unidos.
- 1898: en Cuba asume sus funciones un gobierno autónomo.
- 1899: en Cuba, el ejército español entrega la isla a Estados Unidos, que la había mantenido ocupada durante tres años.
- 1899: en Cataluña sale a la calle el diario La Veu de Catalunya.[8]
- 1900: el gobierno británico envía militares contra el emir de Nigeria, después de que este ofreciera una recompensa por cada «cabeza de británico» que le fuera entregada. Este mismo día, Nigeria se convierte en protectorado británico, con Frederick Lugard como gobernador general.
- 1900: en la colonia belga del Congo, los nativos masacran un fuerte y devoran a los supervivientes.
- 1900: en los Países Bajos se instaura la educación obligatoria.
- 1900: el archipiélago de las islas Hawái solicita un delegado en la convención nacional del Partido Republicano de Estados Unidos.
- 1900: en París se registra un fuerte derrumbe en parte de las obras de la construcción del tren subterráneo. No hay muertos, pero sí muchos heridos graves.
- 1900: en España se aprueba un nuevo artículo del Código Penal para combatir legalmente los nacionalismos catalán, vasco y otros que comienzan a irrumpir en la escena política española.
- 1901: en Australia se establece la Mancomunidad Británica de Naciones mediante la unión de seis colonias.
- 1901: en España empieza a regir el horario oficial por el meridiano de Greenwich.
- 1901: en la colonia francesa de Madagascar (África) se inaugura la primera autopista del mundo, con una longitud de 200 km.
- 1902: en Pensilvania (Estados Unidos): Nathan Stubblefield realiza la primera demostración pública de radio.
- 1902: se inaugura en Charlottenburg (Alemania) el Licht-Luft-Institut, fundado por iniciativa de personas que pretenden reformar el modo de vida.
- 1903: en la ciudad de Delhi (India), el rey británico Eduardo VII es coronado emperador en medio de imponentes ceremonias.
- 1903: en París (Francia), el erudito J. C. Mardrus publica la primera versión completa en una lengua occidental del legendario libro Las mil y una noches (16 volúmenes), luego de las magníficas antologías hechas por el francés Gallard (siglo XVIII) y por el británico Richard Francis Burton (1877).
- 1903: en España aparece el primer número del periódico ABC.
- 1905: en Argentina se funda el Club Atlético Independiente.
- 1910: en Argentina se funda el Club Atlético Vélez Sarsfield.
- 1910: por primera vez los españoles inician el año comiendo doce uvas al son de las campanadas.
- 1911: en la República de Nicaragua, el general  Juan José Entrada es elegido presidente.
- 1912: en China, el gobierno revolucionario proclama la república y designa como presidente provisional al líder nacionalista Sun Yat-sen.
- 1913: en España dimite Antonio Maura, jefe del Partido Conservador.
- 1914: en Estados Unidos entra en servicio la primera aerolínea regular del mundo, entre San Peterburgo y Tampa, ambas en el estado de Florida.
- 1915: delante de Plymouth (Reino Unido), el submarino alemán U-24 hunde el navío de línea británico Formidable.
- 1916: en el marco de la revolución mexicana, el político Venustiano Carranza llega con su séquito a la ciudad de Santiago de Querétaro, a la que proclama capital de la república.
- 1917: en Buenos Aires se funda el Club Atlético Los Andes, equipo de la segunda división argentina de fútbol.
- 1918: en Hollywood, el actor británico Charles Chaplin inaugura sus propios estudios cinematográficos.
- 1919: en Alemania, Rosa Luxemburgo, Karl Liebknecht y Wilhelm Pieck fundan el Partido Comunista alemán.
- 1920: en Barcelona, el Comité de Acción Civil organiza un gran mitin contra el terrorismo.
- 1921: en Nicaragua, Diego Manuel Chamorro comienza su mandato presidencial, caracterizado por la constante agitación.
- 1921: en La Gaceta de Madrid se publica la autorización para construir en la Moncloa la Facultad de Medicina y el Hospital Clínico.
- 1923: en Istres, el aviador Sadi Lecointe establece un nuevo récord mundial de velocidad, con una media de 348 km/h.
- 1923: en México, la selección mexicana de fútbol juega su primer partido internacional contra su similar de Guatemala ganando 5–2.
- 1924: en los Estados Unidos se prohíbe la inmigración japonesa.
- 1925: la capital de Noruega, Cristiana, pasa a llamarse Oslo.
- 1925: estreno en el teatro Español de la obra Hernani, adaptación de Antonio y Manuel Machado, de la obra homónima de Víctor Hugo.
- 1926: las aguas del Rin alcanzan su nivel más alto desde 1781.
- 1927: en el Reino Unido se produce la primera emisión de la BBC (British Broadcasting Corporation).
- 1928: en Newark (Estados Unidos), el boxeador español Paulino Uzcudun vence por nocaut al estadounidense Pat Lester.
- 1929: en Nicaragua, José María Moncada, del Partido Liberal, asume la presidencia.
- 1930: en Paisley, cerca de Glasgow (Escocia) ochenta niños mueren en el incendio de un cine.
- 1933: en La Felguera (España) estallan varias bombas de gran potencia y se suceden numerosos disturbios en Sevilla que se alargarían durante varios días en otras ciudades de España, en la conocida como Revolución de enero de 1933.
- 1934: en Alemania entra en vigor la ley dictada por el gobierno nazi «para la prevención de la descendencia con enfermedades hereditarias».
- 1935: en Japón, Mokichi Okada (Meishu-Sama), creador del Johrei, funda el movimiento Sekai kyusei kyo.
- 1937: Anastasio Somoza García se convierte en presidente dictador de Nicaragua.
- 1938: en Brasil, el presidente Getúlio Vargas inicia el Estado Novo, de tendencia fascista.
- 1939: en España se convierte en un deber para todas las jóvenes menores de 25 años, cumplir durante un año con el servicio de trabajo obligatorio.
- 1942: en Nueva York se firma la Declaración de las Naciones Unidas.
- 1943: en el marco de la Segunda Guerra Mundial, finaliza la larga batalla de Guadalcanal, con la victoria de los estadounidenses sobre los japoneses.
- 1944: Franco se niega a reconocer la república fascista de Salò, constituida por Mussolini.
- 1944: Erwin Rommel es nombrado subcomandante en jefe del grupo de ejércitos en Francia.
- 1944: en El Cairo (Egipto) se descubre la tumba del faraón Narmer.
- 1945: se inicia la operación Konrad I con el objetivo de intentar liberar a las tropas germano-húngaras cercadas en Budapest por el Ejército Rojo.
- 1945: el XIV Ejército británico inicia una ofensiva en el norte de Birmania.
- 1945: el Comité de Lublin se declara Gobierno provisional polaco.
- 1946: en el Aeropuerto de Heathrow (Londres) se realiza el primer vuelo civil, con destino a Buenos Aires haciendo escala en Lisboa.
- 1946: inicia su publicación la revista literaria Ínsula.
- 1946: en una alocución radiofónica, el emperador Hirohito explica la génesis del mito del emperador en Japón.
- 1947: en el Reino Unido, el gobierno laborista de Clement Attlee nacionaliza las minas de carbón.
- 1948: en España, el Gobierno decreta la suspensión de los salvoconductos para circular por el interior.
- 1948: se estrena la primera ópera catalana de la posguerra, El giravolt de maig, de Toldrá.
- 1948: en Reino Unido se nacionaliza el ferrocarril.
- 1948: entra en vigor el Acuerdo General sobre Aranceles Aduaneros y Comercio (GATT) en España.
- 1949: los enfrentamientos entre clientes zulúes y mercaderes hindúes en el mercado oeste de Durban (Sudáfrica) causan la muerte de setenta y cinco personas.
- 1949: el doctor Juan Manuel Gálvez toma posesión de la presidencia de Honduras.
- 1951: la Organización de las Naciones Unidas crea el ACNUR (Alto Comisionado de Naciones Unidas para el Refugiado).
- 1952: Javier de Borbón Parma se autoproclama rey ante un grupo de carlistas.
- 1953: en Valparaíso, Chile mueren alrededor de 50 personas (36 eran bomberos) en una explosión.
- 1954: en Santiago de Chile un gran incendio destruye el teatro Coliseo.
- 1956: Sudán se independiza del imperio británico.
- 1957: el ingeniero alemán Félix Wankel lleva a cabo el primer recorrido de prueba con el motor de pistón giratorio creado por él.
- 1958: en Venezuela, el ejército se rebela contra el Gobierno.
- 1959: en Cuba: triunfa la rebelión contra la dictadura y comienza la Revolución cubana. El dictador Fulgencio Batista se refugia en República Dominicana y en su lugar toma el poder el comandante del Ejército Rebelde Fidel Castro.
- 1960: en Cuba, la revolución socialista nacionaliza, entre otras, la United Fruit Company, de capitales estadounidenses.
- 1960: Benín se independiza de Francia.
- 1960: Camerún se independiza de Francia.
- 1960: en Costa Rica se funda el Museo La Salle.
- 1961: Joaquín Balaguer asumió la presidencia de República Dominicana
- 1962: Samoa se independiza del Imperio británico.
- 1962: en República Dominicana, tras el asesinato del dictador Rafael Leónidas Trujillo, asume el poder el Consejo de Estado, presidido por Joaquín Balaguer.
- 1962: The Beatles hacen una audición para firmar con Decca Records, mas estos los rechazaron argumentando que los grupos de guitarra no prosperarían.
- 1963: en España, el Seguro Obligatorio de Enfermedad realiza una campaña de vacunación antipoliomelítica en masa.
- 1964: en España se inicia el I Plan de Desarrollo.
- 1964: en Europa entra en vigor la ley de frutas y verduras para el Mercado Común.
- 1965: en España, el dictador Franco levanta la prohibición de la lectura del Evangelio en español.
- 1965: en España se inaugura el segundo canal de Radiotelevisión española, el cual era conocido históricamente por «el UHF», «La Segunda Cadena» o «Cadena II» y en los años ochenta como TVE-2. Actualmente se le conoce como La 2.
- 1968: en Hungría se inicia la reforma económica.
- 1969: los enfrentamientos entre católicos y protestantes en Londonderry (Irlanda del Norte) causan 120 heridos.
- 1970: en Argentina se pone en circulación el nuevo Peso Ley 18.188, que equivale a cien pesos moneda nacional.
- 1970: comienza el Tiempo Unix.
- 1970: en Reino Unido se fija la mayoría de edad en los 18 años.
- 1970: entra en vigor en la República Federal Alemana una ley sobre la percepción salarial en caso de enfermedad.
- 1971: en Chile, el gobierno del Presidente Salvador Allende nacionaliza la banca privada.
- 1971: un terremoto registrado en Asia central produce un accidente ferroviario en Isfahán (Irán) que ocasiona 70 muertos y 130 heridos.
- 1973: nace la «Europa de los Nueve», al incorporarse a la CEE el Reino Unido, Irlanda y Dinamarca.
- 1973: En México, entra en vigor la semana laboral de cinco días para los trabajadores del Estado.[9]
- 1974: se firma un acuerdo pesquero hispanomarroquí por el cual 200 barcos españoles podrán faenar en las aguas próximas a Marruecos.
- 1975: comienza el Año Internacional de la Mujer, auspiciado por la Asamblea General de la ONU de las Naciones Unidas.
- 1975: en Suecia entra en vigor una nueva Constitución.
- 1976: en Venezuela, el gobierno de Carlos Andrés Pérez nacionaliza la explotación de petróleo.
- 1978: cerca de Bombay (India), el Vuelo 855 de Air India, un Boeing 747 de pasajeros se estrella en el océano. Mueren 213 personas.
- 1979: la ONU proclama este año como Año Internacional del Niño.
- 1979: Estados Unidos y China Popular establecen relaciones diplomáticas.
- 1980: manifestantes afganos e iraníes asaltan en Teherán la embajada de la Unión Soviética, en protesta por la ocupación de Afganistán.
- 1981: Grecia ingresa en la CEE (Comunidad Económica Europea), convirtiéndose en el décimo miembro de esta organización.
- 1982: en la ONU, el peruano Javier Pérez de Cuéllar asume el cargo de secretario general.
- 1983: Historia de Internet: ARPANET deja de lado el protocolo NPC y adopta el TCP/IP.
- 1983: en Venezuela se inaugura oficialmente el Metro de Caracas.
- 1984: Brunéi obtiene su independencia definitiva.
- 1985: Jacques Delors sustituye a Gaston Thorn como presidente de la Comunidad Europea.
- 1985: en Arkansas (Estados Unidos), 2500 personas son evacuadas tras la fuga en un vagón cisterna de gas fabricado por la Unión Carbide.
- 1986: España y Portugal ingresan en la CEE. Entra en vigor el IVA.
- 1986: se lanza a la venta el primer teléfono móvil avanzado.
- 1987: se manifiestan en Pekín estudiantes a favor de la democracia y la clase trabajadora.
- 1989: en Canadá entra en vigor el Protocolo de Montreal, ratificado por 29 países y la CEE para proteger la capa de ozono.
- 1990: en Rumanía, el presidente del Consejo de Salvación Nacional anuncia la legalización del multipartidismo y otras medidas para acabar con el régimen comunista de Ceaucescu.
- 1992: en Argentina, el peso convertible reemplaza al austral como moneda.
- 1993: Checoslovaquia, tras 74 años de historia, se divide en dos nuevos estados: Eslovaquia y la República Checa.
- 1993: Entra en circulación el Nuevo Peso, la actual moneda mexicana, la cual equivale a 1000 pesos anteriores.
- 1993: Se creó el Mercado interior de la Unión Europea
- 1993: se lanza a la venta el primer teléfono móvil que permite escribir texto.
- 1994: en Perú entra en vigencia la Constitución del presidente Alberto Fujimori.
- 1994: en el estado de Chiapas, México, se levanta el grupo guerrillero llamado Ejército Zapatista de Liberación Nacional (EZLN), cuyo líder más visible es el subcomandante Marcos.
- 1994: entra en funcionamiento el Espacio Económico Europeo (EEE)
- 1994: entra en funcionamiento el Tratado de Libre Comercio (TLC) de Canadá, Estados Unidos y México.
- 1995: Austria, Finlandia y Suecia ingresan a la Unión Europea.
- 1995: en Estados Unidos se crea la Organización Mundial de Comercio.
- 1995: durante la primera guerra con Chechenia, las tropas rusas toman Grozni.
- 1995: Fernando Henrique Cardoso se convierte en presidente del Brasil.
- 1997: el ghanés Kofi Annan toma posesión como secretario general de la ONU en sustitución del egipcio Butros Ghali.
- 1997: Pedro Roselló, gobernador de Puerto Rico, aboga por la anexión plena de Puerto Rico a Estados Unidos.
- 1998: cientos de personas, en su mayoría de origen kurdo, llegan a las costas italianas en un barco abandonado por la tripulación.
- 1999: se introduce el Euro como nueva moneda europea única.
- 1999: en la región de Kivu Sur (República Democrática de Congo) quinientos civiles son masacrados por las fuerzas rebeldes enfrentadas al presidente Laurent Kabila.
- 1999: en Brasil, Fernando Henrique Cardoso asume el cargo de presidente por segunda vez.
- 2000: ocurre el Y2K más conocido como el Problema del año 2000 en todo el mundo.
- 2000: a las 12:00 TT se fija como referencia en astronomía la época J2000.0.
- 2000: circulan cerca de 100 millones de teléfonos móviles en todo el mundo.
- 2001: Suecia asume la presidencia de turno de la Unión Europea.
- 2001: el dólar entra en circulación en El Salvador.
- 2002: en la Unión Europea entra en vigor el euro como moneda única para 12 estados.
- 2003: en Brasil, Luiz Inácio Lula da Silva se convierte en presidente.
- 2003: en Suiza, Pascal Couchepin elegido presidente.
- 2005: en Perú ocurre el Andahuaylazo. Antauro Humala, hermano del excandidato presidencial Ollanta Humala captura la comisaría de Andahuaylas; mueren 4 policías y 1 reservista.
- 2006: en España entra en vigor la ley antitabaco.
- 2007: Bulgaria y Rumanía se adhieren a la Unión Europea.
- 2007: en Brasil, Luiz Inácio Lula da Silva asume como presidente por segunda vez.
- 2007: Eslovenia adopta el euro.
- 2007: en Indonesia se estrella el Vuelo 574 de Adam Air, de la aerolínea indonesia Adam Air, falleciendo todos sus ocupantes.
- 2008: en Venezuela se introduce como nueva moneda de curso legal el bolívar fuerte (Bs. F.).
- 2008: la parte grecochipriota de la isla de Chipre, las bases británicas de Acrotiri y Dhekelia establecidas en dicha isla y Malta adoptan el euro como moneda oficial.
- 2008: en Colombia se realiza la toma de posesión de los cargos electos en las elecciones regionales de 2007.
- 2008: Eslovenia asume, por primera vez en su historia, la presidencia semestral del Consejo de la Unión Europea.
- 2008: en Chile entra en erupción el volcán Llaima.
- 2008: Uruguay se convierte en el primer país latinoamericano que permite, en el nivel nacional, uniones civiles entre personas del mismo género.
- 2009: Eslovaquia se une a la zona euro, sumando así 16 países.
- 2009: en Bangkok (Tailandia) se incendia una discoteca, dejando un saldo de 59 muertos y 212 heridos.
- 2010: en Angra dos Reis (Brasil) deslizamientos de tierra provocados por lluvias resultan al menos 40 muertos.
- 2011: en Italia, prohíben la entrega de bolsas de plástico (polietileno) en las tiendas, ya que en su producción se utiliza demasiado petróleo y además demoran demasiado en degradarse, lo cual genera un peligro ambiental.
- 2011: en Brasil, Dilma Rousseff asume como presidente, sucediendo en el cargo a Lula da Silva.
- 2011: Estonia adopta el euro como moneda oficial.
- 2011: Bonaire, Saba y Sint Eustatius adoptan el dólar estadounidense como moneda oficial.
- 2011: en Buenos Aires (Argentina) comienza el 32.ª edición del Rally Dakar, que recorre Argentina y Chile.
- 2012: en Mar del Plata (Argentina) comienza el 33.ª edición del Rally Dakar, que recorre Argentina, Chile y Perú.
- 2014: Letonia adopta el euro como moneda oficial.
- 2015: en Brasil, Dilma Rousseff asume como presidenta por segunda vez.
- 2015: Lituania adopta el euro como moneda oficial.
- 2016: Cierre definitivo de la enciclopedia paródica frikipedia.
- 2017: en Estambul, un hombre vestido de Papá Noel empieza a disparar en una discoteca dejando 39 muertos y más de 100 heridos.
- 2017: un motín en una cárcel de Brasil deja al menos 60 muertos.
- 2017: en Buyumbura es asesinado el político Emmanuel Niyonkuru por arma de fuego.
- 2019: en Brasil, Jair Bolsonaro jura su cargo como presidente del país, sucediendo en el cargo a Michel Temer.
- 2019: la sonda New Horizons sobrevuela el asteroide (486958) Arrokoth, el objeto celeste más alejado del sistema solar al que ha llegado una nave espacial.
- 2019: en Hawái muere el último individuo conocido de Achatinella apexfulva, "George", alegando la extinción de la especie.
- 2019: Es fundada la Empresa de Lucha Libre estadounidense All Elite Wrestling conocida por siglas como AEW.
- 2020: en Ciudad de México, entra en vigor la prohibición de bolsas de plástico de un solo uso.
- 2020: en Wuhan, China, el mercado de Animales y Mariscos donde se cree que se originó el brote del COVID-19 es cerrado por saneamiento y desinfección ambiental.
- 2022: Israel detecta el primer caso de 'flurona', la infección de gripe y COVID-19 a la vez.[10]
- 2023: En Brasil asume Luiz Inácio Lula da Silva como presidente por tercera vez, sucediendo a Jair Bolsonaro.
- 2023: En Croacia, el euro se convierte en la moneda oficial.[11]
- 2023: En México, un motín en un cereso de Ciudad Juárez, Chihuahua, deja 19 muertos, 15 heridos y la fuga de 25 reos.
- 2024: un fuerte terremoto de 7.6 grados en la escala de Richter sacude a Japón en plena tarde de año nuevo, dejando cuantiosos daños materiales, la muerte de 60 personas y una alerta de Tsunami.
- 2024: Se dio la disolución de Artsaj.
- 2024: Los personajes de Mickey Mouse, Minnie Mouse y Pedro, en su versión “Steamboat Willy” estrenada en 1928, pasa a ser de dominio público, tras cumplirse el plazo de 95 años para que una obra colectiva expire sus derechos de autor, según la Ley de Extensión del Plazo de Derecho de Autor (también llamada "Ley de Protección de Mickey Mouse") de los Estados Unidos.
- 2025: Comienza los nacimientos en la Generación Beta.
- 2025: Creación de la Secretaría de Ciencia, Humanidades, Tecnología e Innovación en México.

## Nacimientos

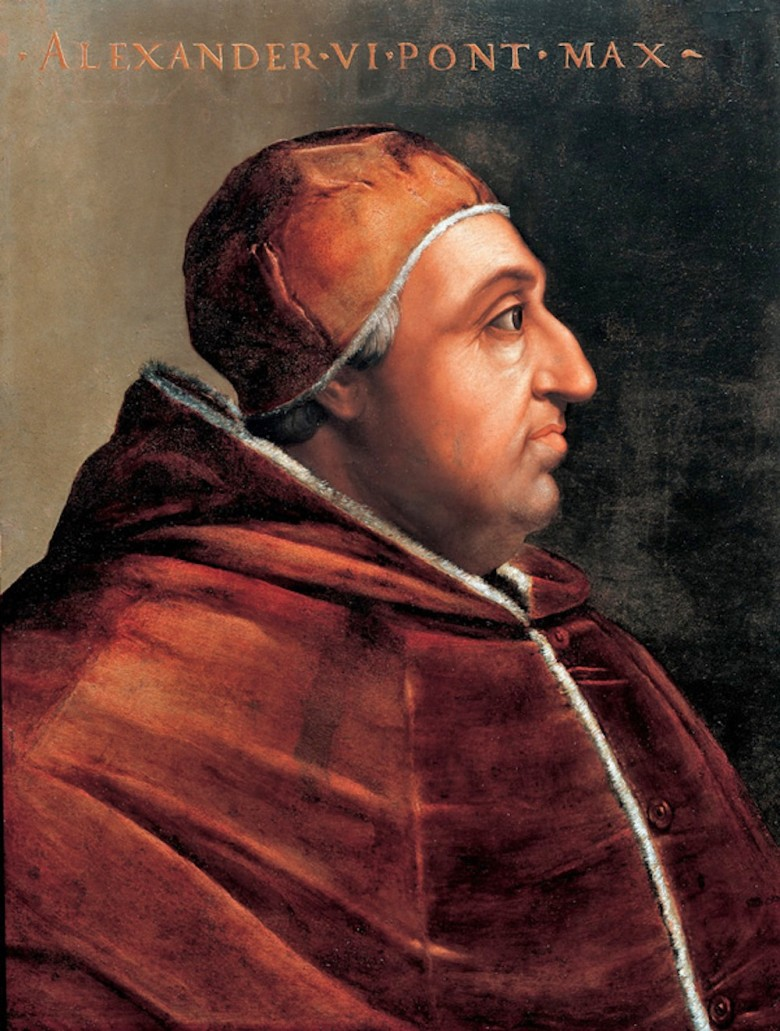
Rodrigo Borja, el papa Alejandro VI.

- 1431: Alejandro VI (Rodrigo Borgia), papa de la Iglesia Católica entre 1492 y 1503 (f. 1503).
- 1449: Lorenzo de Médici, banquero y político italiano, mecenas del Renacimiento (f. 1492).
- 1467: Segismundo I Jagellón el Viejo, aristócrata polaco, rey entre 1506 y 1548 (f. 1548).

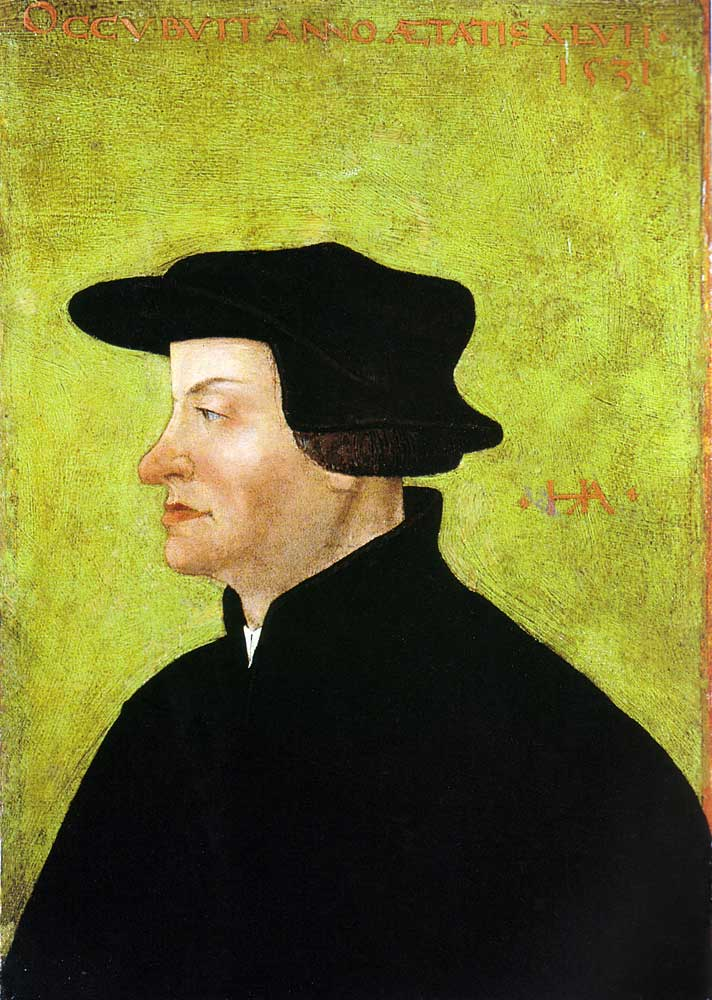
Ulrico Zuinglio.

- 1484: Ulrico Zuinglio, teólogo y filósofo suizo, fundador de la Iglesia Reformada Suiza (f. 1531).
- 1492: Silvestro Ganassi dal Fontego, compositor italiano (f. 1550).
- 1511: Enrique de Cornualles, aristócrata inglés (f. 1511).
- 1516: Margaret Leijonhufvud, aristócrata sueca, esposa del rey Gustavo I (f. 1551).
- 1536: Diego de Zúñiga, escritor y filósofo español (f. 1597).
- 1557: István Bocskay, aristócrata transilvano (f. 1606).
- 1614: John Wilkins, obispo británico (f. 1672).
- 1618: Bartolomé Esteban Murillo, pintor español  (f. 1682).
- 1638: Go-Sai, emperador japonés (f. 1685).
- 1655: Christian Thomasius, filósofo y escritor alemán (f. 1728).
- 1696: Francisca Drummond de Melfort y Wallace, aristócrata británica (f. 1724).
- 1697: Joseph François Dupleix, administrador colonial francés (f. 1763).
- 1735: Paul Revere, patriota estadounidense (f. 1818).
- 1745: Vicente María Strambi, religioso italiano (f. 1824).
- 1752: Betsy Ross, patriota estadounidense (f. 1836).

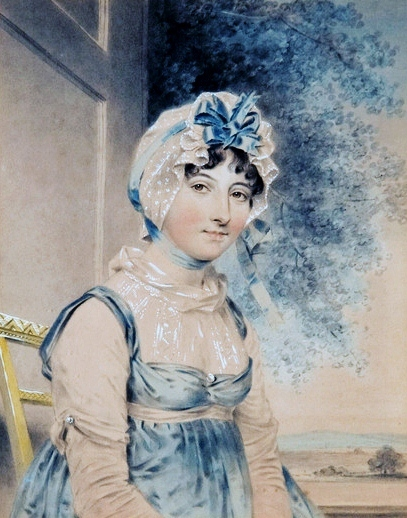
Maria Edgeworth.

- 1768: Maria Edgeworth, escritora británica (f. 1849).
- 1771: Georges Cadoudal, político contrarrevolucionario francés (f. 1804).
- 1774: André Marie Constant Duméril, zoólogo y naturalista francés (f. 1860).
- 1785: José Moldes, político y militar argentino (f. 1824).
- 1787: Manuel José Arce, militar y político salvadoreño (f. 1847).
- 1801: Christopher Fratin, escultor francés (f. 1864).
- 1803: Manuel Felipe de Tovar, el 14° presidente de Venezuela (f.1866).
- 1814: Hong Xiuquan, rebelde chino (f. 1864).
- 1816: Manuel Murillo Toro, político y escritor colombiano, presidente de la República de Colombia en el siglo XIX (f. 1880).
- 1823: Sándor Petőfi, poeta húngaro (f. 1849).
- 1834: Ludovic Halévy, dramaturgo francés (f. 1908).
- 1846: Francisco Tosta García, político y militar venezolano (f. 1921).
- 1854: James George Frazer, antropólogo y filósofo británico (f. 1941).
- 1862: Rogelio Vigil de Quiñones, militar y médico español, uno de los últimos de Filipinas (f. 1934).

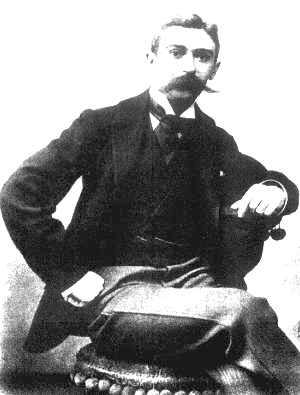
Pierre de Coubertin.

- 1863: Pierre de Coubertin, pedagogo e historiador francés, promotor de los Juegos Olímpicos de la era moderna (f. 1937).
- 1864: Alfred Stieglitz, fotógrafo estadounidense (f. 1946).
- 1871: Manuel Gondra, político paraguayo (f. 1927).
- 1872: Miguel Cabanellas, militar español (f. 1938).
- 1873: Mariano Azuela, narrador mexicano (f. 1952).
- 1874: José Lassalle, director de orquesta y compositor español (f. 1932), casado con la cantante María Kuznetzova.
- 1874: Gustave Whitehead, aviador alemán (f. 1927).
- 1878: Agner Krarup Erlang, matemático, estadístico e ingeniero danés (f. 1929).
- 1878: Peyo Yavorov, poeta búlgaro (f. 1914).
- 1879: William Fox, productor de cine estadounidense de origen húngaro, fundador de la Fox Film Corporation, antecesora de la 20th Century Studios (f. 1952).
- 1879: Edward Morgan Forster, novelista y ensayista británico (f. 1970).
- 1881: Vajiravudh, rey tailandés (f. 1925).
- 1883: Alberto Gerchunoff, escritor y periodista argentino (f. 1950).
- 1887: Wilhelm Canaris, marino y espía alemán (f. 1945).
- 1888: Higinio Anglés, sacerdote y musicólogo español (f. 1969).
- 1889: Charles Bickford, actor estadounidense (f. 1967).
- 1889: Seabury Quinn, escritor estadounidense (f. 1969).
- 1890: Ezequiel Padilla Peñaloza, político mexicano (f. 1971).
- 1892: Manuel Roxas, primer presidente filipino (f. 1948).
- 1894: Satyendra Nath Bose, físico indio (f. 1974).

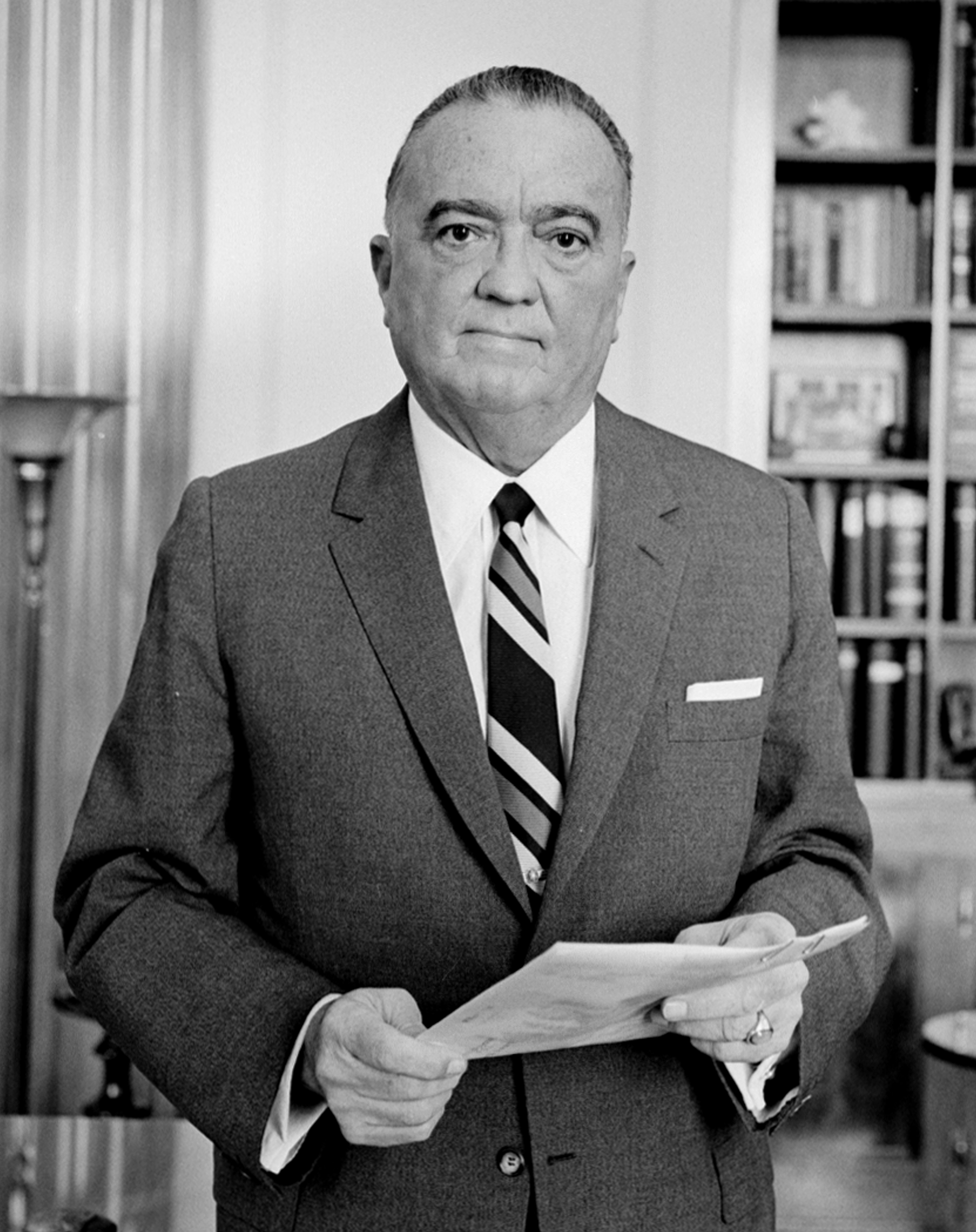
John Edgar Hoover.

- 1895: John Edgar Hoover, fundador y director del FBI estadounidense (f. 1972).
- 1897: Ana Aslan, científica y médica rumana (f. 1988).
- 1900: Xavier Cugat, compositor y director de orquesta español (f. 1990).
- 1900: Aurora Redondo, actriz española (f. 1996).
- 1900: Chiune Sugihara, diplomático japonés (f. 1986).
- 1900: Daijirō Furuta, anarquista japonés (f. 1925).
- 1902: Hans von Dohnanyi, jurista alemán (f. 1945).
- 1903: Juan Atilio Bramuglia, político argentino (f. 1962).
- 1905: Nelson Leigh, actor estadounidense (f. 1985).
- 1905: Rodolfo Orlandini, futbolista y entrenador argentino (f. 1990).
- 1907: María Rosa Urraca Pastor, política española (f. 1984).

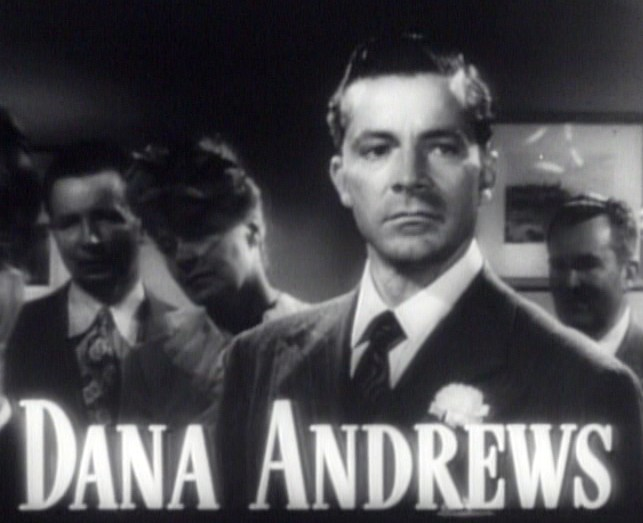
Dana Andrews.

- 1909: Dana Andrews, actor estadounidense (f. 1992).
- 1909: Stepán Bandera, líder nacionalista ucraniano (f. 1959).
- 1909: Barry Goldwater, político estadounidense (f. 1998).
- 1911: Adolfo Linvel, actor argentino (f. 1986).
- 1911: Hank Greenberg, beisbolista estadounidense (f. 1986).
- 1912: Kim Philby, espía anglosoviético (f. 1988).
- 1913: Karl Stein, matemático alemán (f. 2000).
- 1916: Alfonso Escámez, banquero español (f. 2010).
- 1917: Jaime Jaramillo Uribe, fue un historiador antioqueño considerado como pionero, orientador y maestro de la profesionalización de la Historia de Colombia. (f. 2015).
- 1918: Rubén Calderón Bouchet, filósofo, profesor y pensador tradicionalista argentino (f. 2012).
- 1919: Jerome David Salinger, escritor estadounidense (f. 2010).
- 1919: Carole Landis, actriz estadounidense (f. 1948).
- 1922: Natalio Pescia, futbolista argentino (f. 1989).
- 1923: Milt Jackson, vibrafonista de jazz estadounidense (f. 1999).
- 1923: Ousmane Sembène, actor, cineasta, escritor, guionista y activista político senegalés (f. 2007).
- 1924: Jacques Le Goff, historiador medievalista francés (f. 2014).
- 1924: Charlie Munger, empresario, inversor, hombre de negocios y filántropo estadounidense (f. 2023).
- 1924: Gen'ichi Taguchi, ingeniero japonés (f. 2012).
- 1926: José Manuel Estepa Llaurens, arzobispo español (f. 2019).
- 1926: Eugenio Celedón, ingeniero chileno.
- 1926: Armida de la Vara, escritora mexicana (f. 1998).

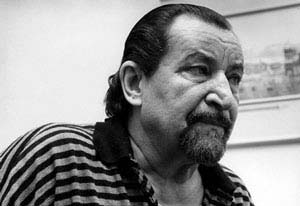
Maurice Béjart.

- 1927: Maurice Béjart, coreógrafo belga (f. 2007).
- 1927: Vernon Smith, economista estadounidense, premio nobel de economía en 2002.
- 1927: Vicente Cano, poeta español (f. 1994).
- 1928: Jean-Pierre Salignon, baloncestista francés (f. 2011).
- 1929: Metin Erksan, cineasta turco.
- 1930: Yaafar al-Numeiry, presidente sudanés (f. 2009).
- 1932: Oscar Viale, actor, comediante, dramaturgo y guionista argentino (f. 1994).
- 1932: Giuseppe Patanè, director de orquesta italiano (f. 1989).
- 1933: Joe Orton, dramaturgo británico (f. 1967).
- 1934: Gheorghe Dinică, actor rumano (f. 2009).
- 1934: Raúl Eduardo Vela Chiriboga, cardenal ecuatoriano (f. 2020).
- 1934: Lajdar Brahimi, político argelino.
- 1935: Frederick Wiseman, cineasta estadounidense.
- 1936: Manuel Revuelta González, historiador español (f. 2019).
- 1937: Carlos Prieto Jacqué, violonchelista mexicano.
- 1937: Ramón Ayerra, jurista, escritor y humorista español (f. 2010).

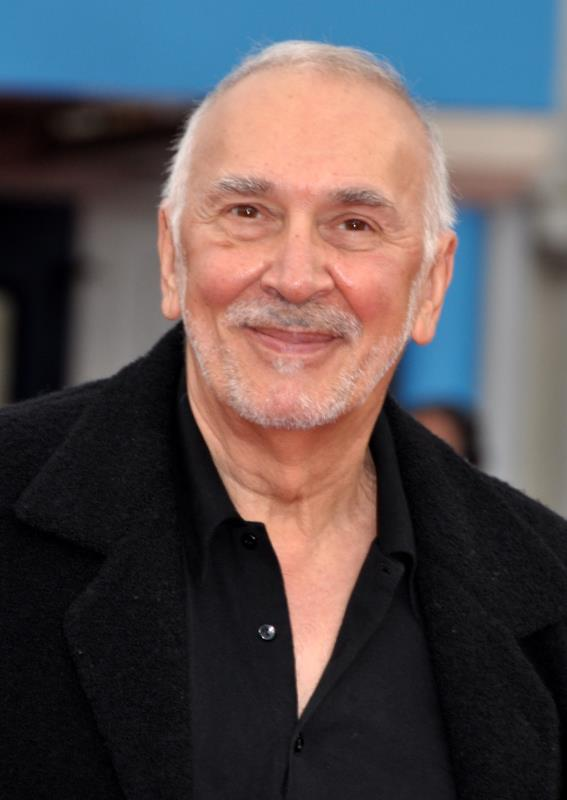
Frank Langella.

- 1938: Frank Langella, actor estadounidense.
- 1939: Ali Mahdi Mohamed, político somalí, presidente de Somalia entre 1991 y 1997 (f. 2021).
- 1940: Jorge Palacios actor español
- 1939: Phil Read, piloto de motociclismo británico (f. 2022).
- 1941: Simón Andreu, actor español.
- 1941: Dardo Cabo, periodista y político argentino, asesinado (f. 1977).
- 1941: Martin Evans, genetista y bioquímico británico, premio nobel de fisiología en 2007.

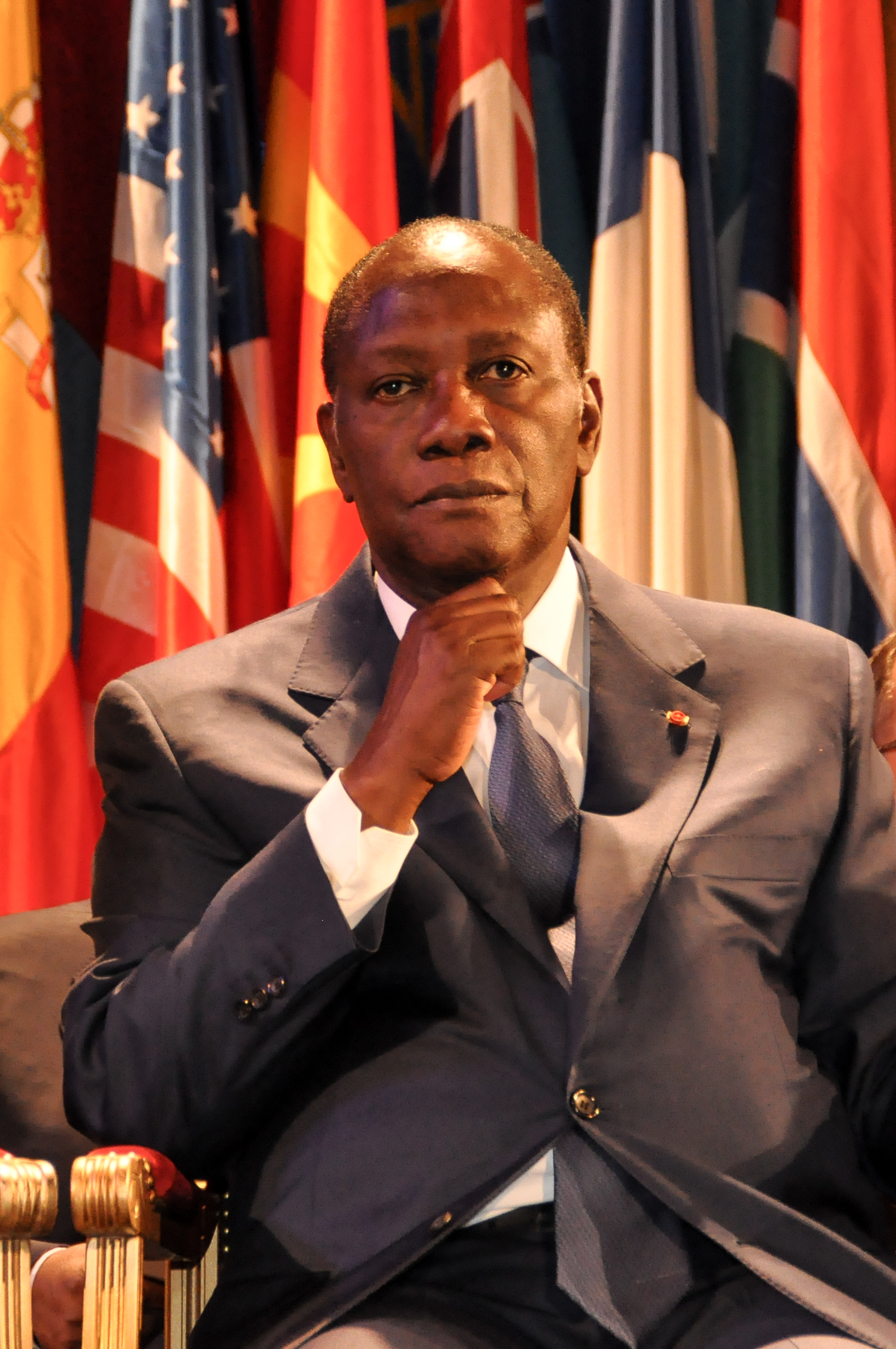
Alassane Ouattara

- 1942: Alassane Ouattara, economista y político marfileño, presidente de Costa de Marfil desde 2011.
- 1943: Germán Molina Valdivieso, abogado y político chileno.
- 1943: Stanley Kamel, actor estadounidense (f. 2008).
- 1944: Abdul Hamid, político bangladesí, presidente de Bangladés entre 2013 y 2023.
- 1944: Eloy de la Iglesia, cineasta español (f. 2006).
- 1944: Omar Hasán Ahmad al Bashir, militar sudanés, presidente de Sudán entre 1989 y 2019.
- 1944: Ján Čarnogurský, político eslovaco.
- 1945: Jacky Ickx, piloto de automovilismo belga.
- 1945: Pietro Grasso, político italiano.

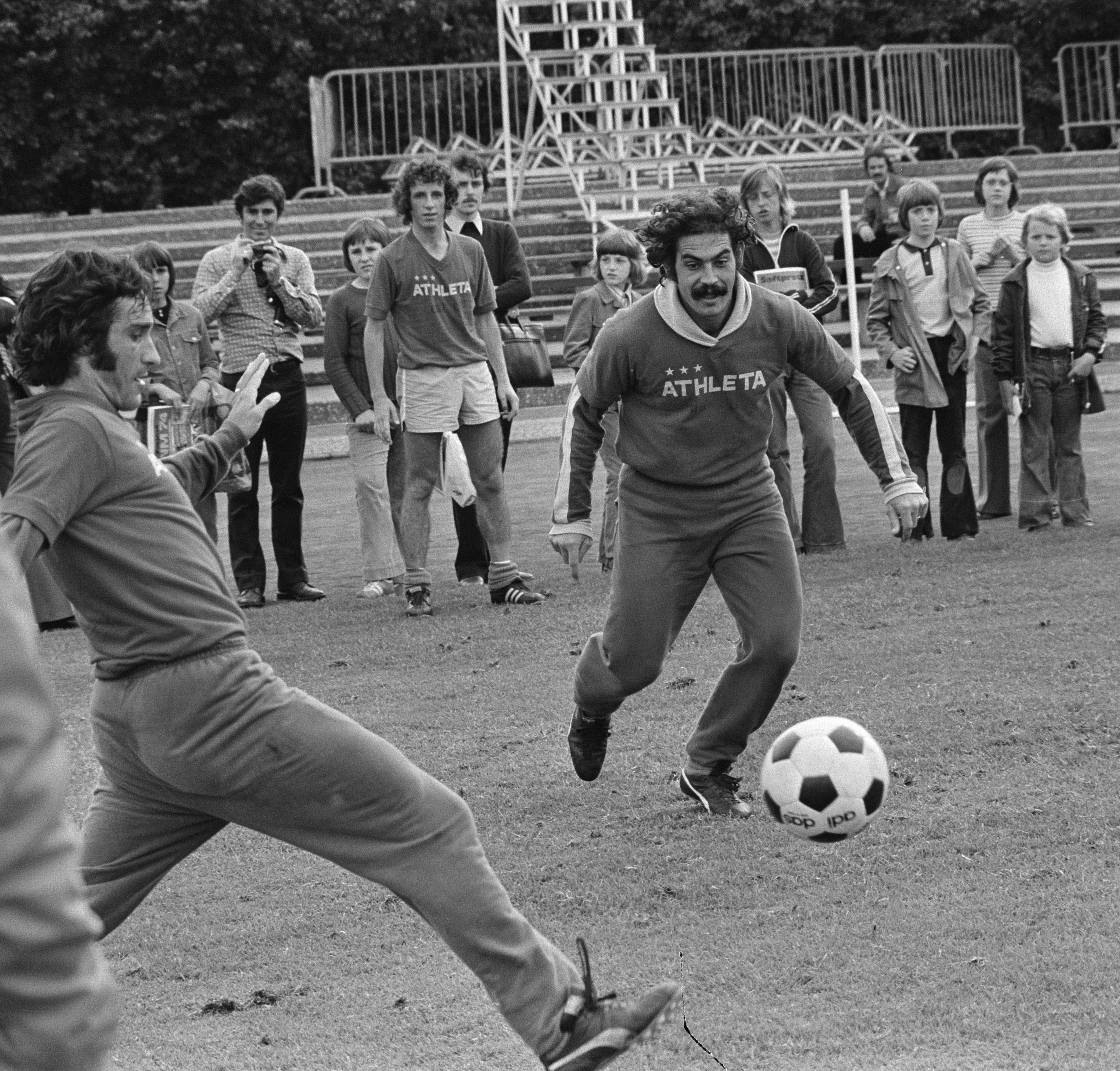
Roberto Rivelino.

- 1946: Rivelino, futbolista brasileño.
- 1946: Juan Manuel Laguardia, locutor, actor y productor venezolano.
- 1947: Celso Bugallo, actor español.
- 1947: Jon Corzine, político estadounidense.
- 1947: F. R. David, cantante francés.
- 1947: Lászloó Polgár, bajo lírico búlgaro (f. 2010).

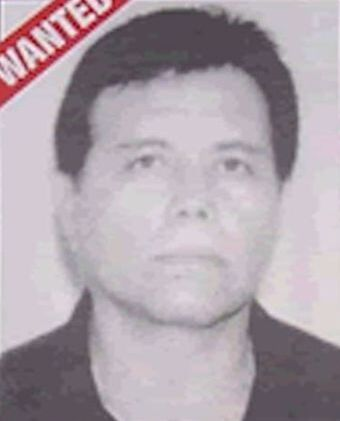
Ismael Zambada García

- 1948: Pável Grachov, político y militar ruso (f. 2012).
- 1948: Francisco Luzón, economista y banquero español (f. 2021).
- 1948: Ismael Zambada García, narcotraficante mexicano.
- 1950: María Casanova, actriz y periodista española.
- 1950: Laura Restrepo, escritora y periodista colombiana.
- 1950: Sigifredo Vega, actor colombiano (f. 2024).
- 1951: Norberto Mario Oyarbide, juez federal y abogado argentino (f. 2021).
- 1951: Hans-Joachim Stuck, piloto de carreras alemán.
- 1953: Alpha Blondy, cantante de reggae.
- 1953: Fulgencio Obelmejías, boxeador venezolano.
- 1955: Mary Beard, académica inglesa.
- 1955: Héctor De Benedictis, músico, fotógrafo, gestor cultural y periodista argentino.
- 1955: Jesús María Zamora, futbolista español.

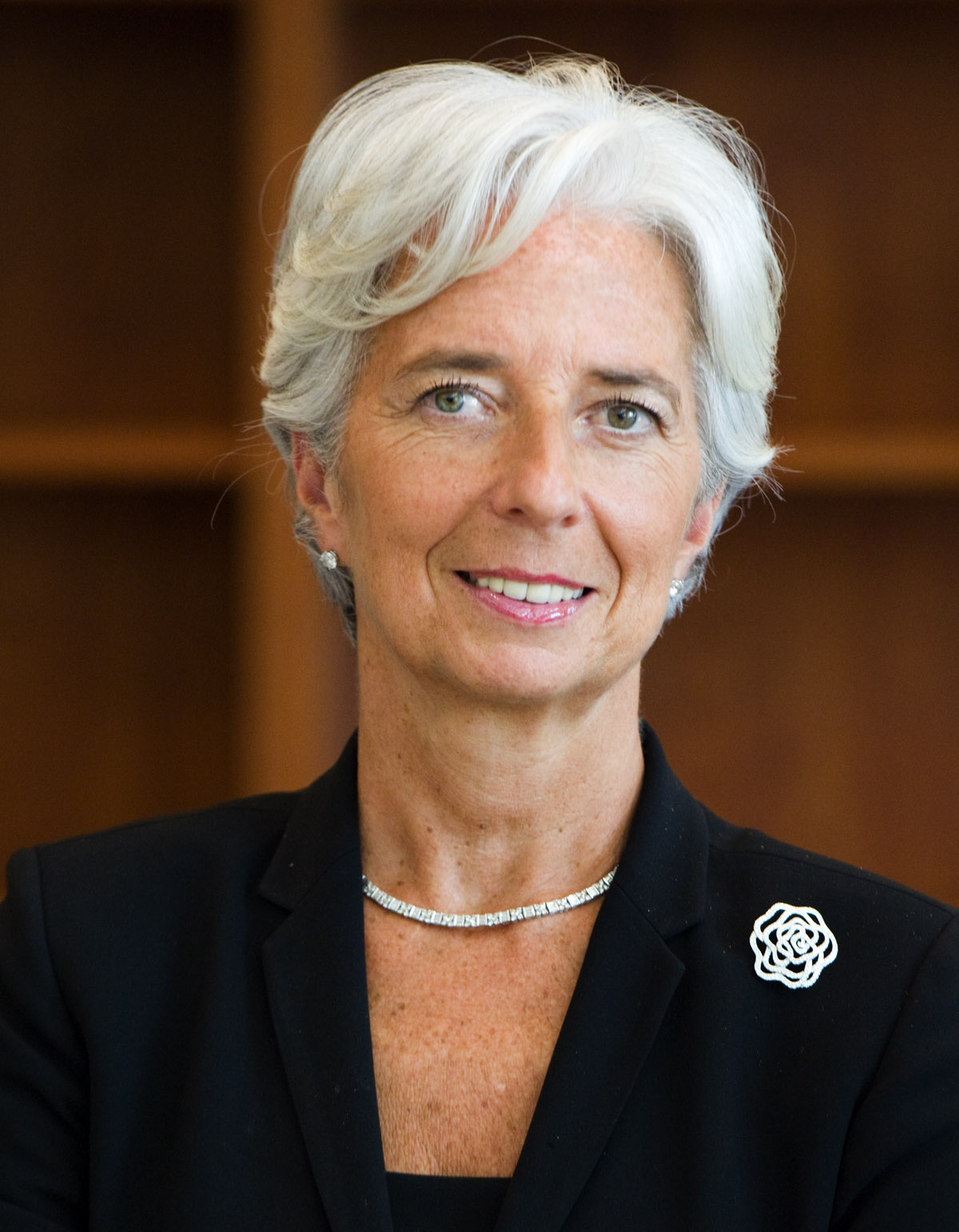
Christine Lagarde.

- 1956: Christine Lagarde, política francesa.
- 1956: Mike Mitchell, baloncestista estadounidense (f. 2011).
- 1956: Andy Gill, guitarrista británico (f. 2020).
- 1956: Sergio Víctor Palma, boxeador argentino (f. 2021).
- 1957: Karen Pence, profesora y pintora estadounidense.
- 1957: Evángelos Venizelos, político griego.
- 1957: Jennifer Edwards, actriz estadounidense.
- 1958: Grandmaster Flash, músico estadounidense.
- 1958: Amy Morton, actriz estadounidense

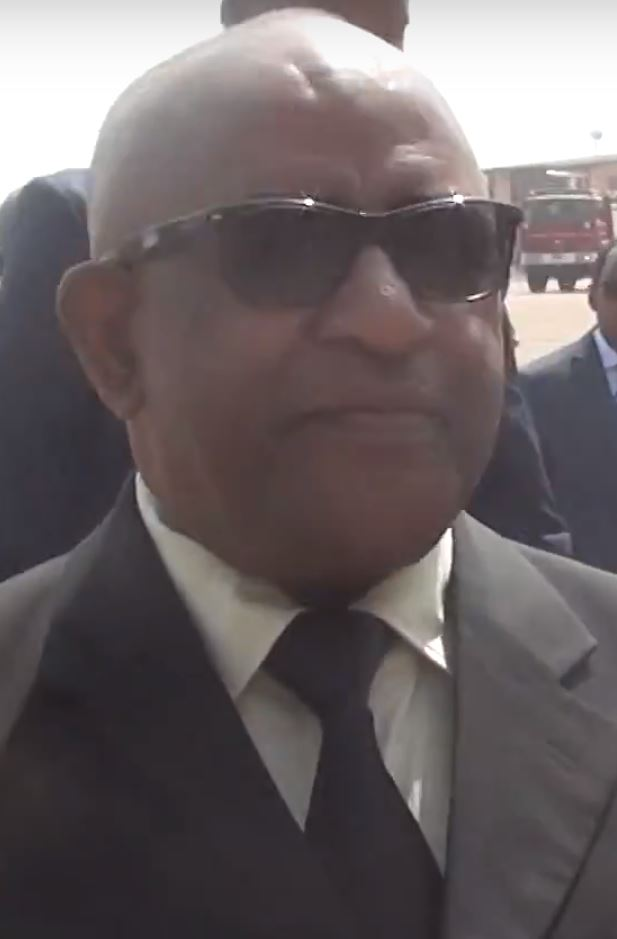
Azali Assoumani

- 1959: Azali Assoumani, presidente comorense.
- 1959: Panagiotis Giannakis, baloncestista y entrenador griego.
- 1959: Michel Onfray, filósofo francés.
- 1959: Emilio Tuñón Álvarez, arquitecto español.

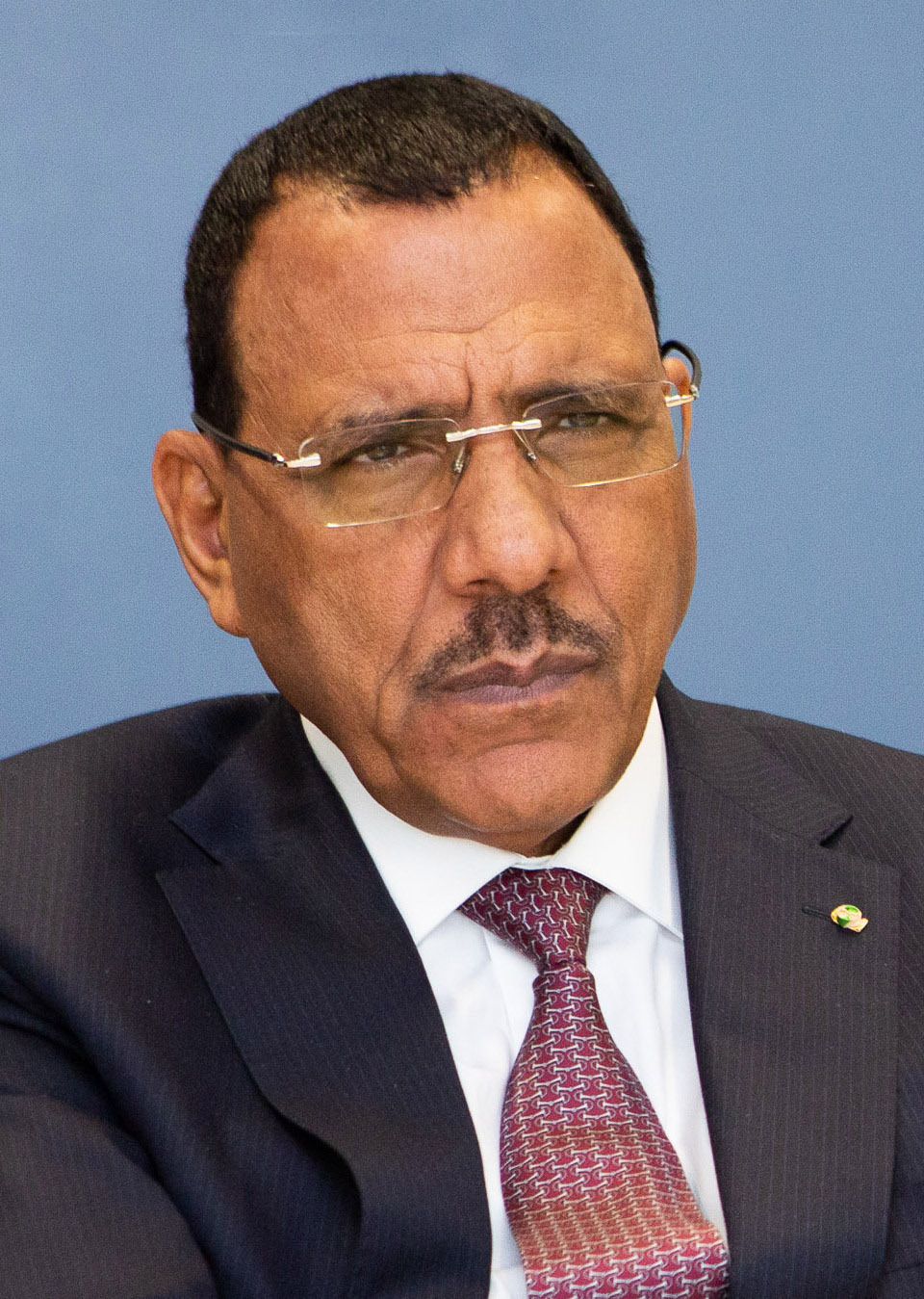
Mohamed Bazoum

- 1960: Mohamed Bazoum, político nigerino, Presidente de Níger entre 2021 y 2023.
- 1960: Serguéi Danilin, luger ruso (f. 2021).
- 1962: Cristóbal Cubilla, futbolista paraguayo.
- 1963: José Manuel Entrecanales, empresario español.
- 1963: Alberigo Evani, futbolista italiano.
- 1963: Milan Luhový, futbolista eslovaco.
- 1963: Dražen Ladić, futbolista croata.
- 1964: Moussa Dadis Camara, militar guineano.
- 1966: Ivica Dačić, político serbio.
- 1967: Juanma Bajo Ulloa, cineasta español.
- 1967: John Digweed, DJ británico.
- 1967: José Manuel Barla, futbolista español.
- 1967: Marcelo Barticciotto, futbolista, entrenador y comentarista deportivo argentino, nacionalizado chileno.

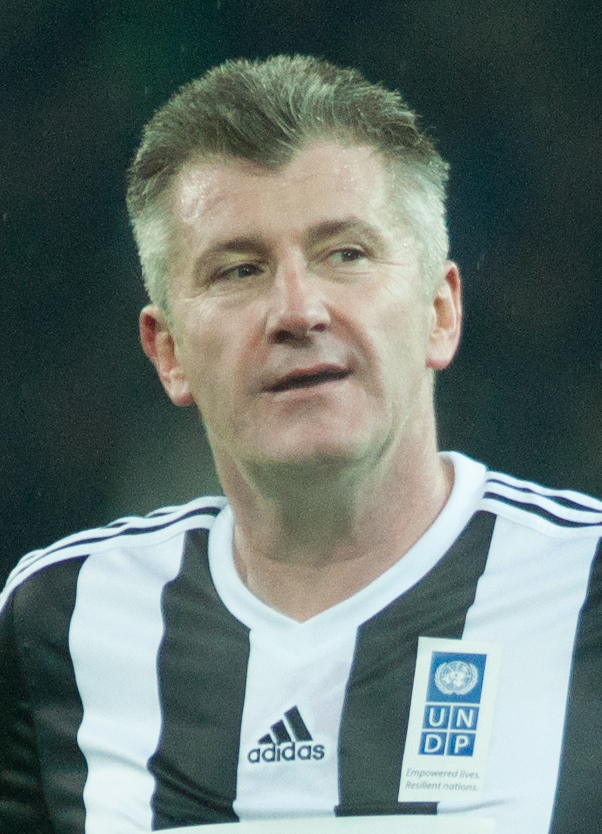
Davor Šuker.

- 1968: Davor Šuker, futbolista croata.
- 1969: Morris Chestnut, actor estadounidense.
- 1969: Verne Troyer, actor estadounidense (f. 2018).
- 1969: Paul Lawrie, golfista escocés.
- 1971: Abdala Faye, escultor senegalés.
- 1971: Abel Rodríguez, actor cubano de cine, teatro y televisión (f. 2021).
- 1972: Micaela Nevárez, actriz portorriqueña.
- 1972: Lilian Thuram, futbolista francés.
- 1972: Gabriela Alves, actriz brasileña.
- 1972: Abbas Chahrour, futbolista libanés.
- 1972: Walter Boyd, futbolista jamaicano.

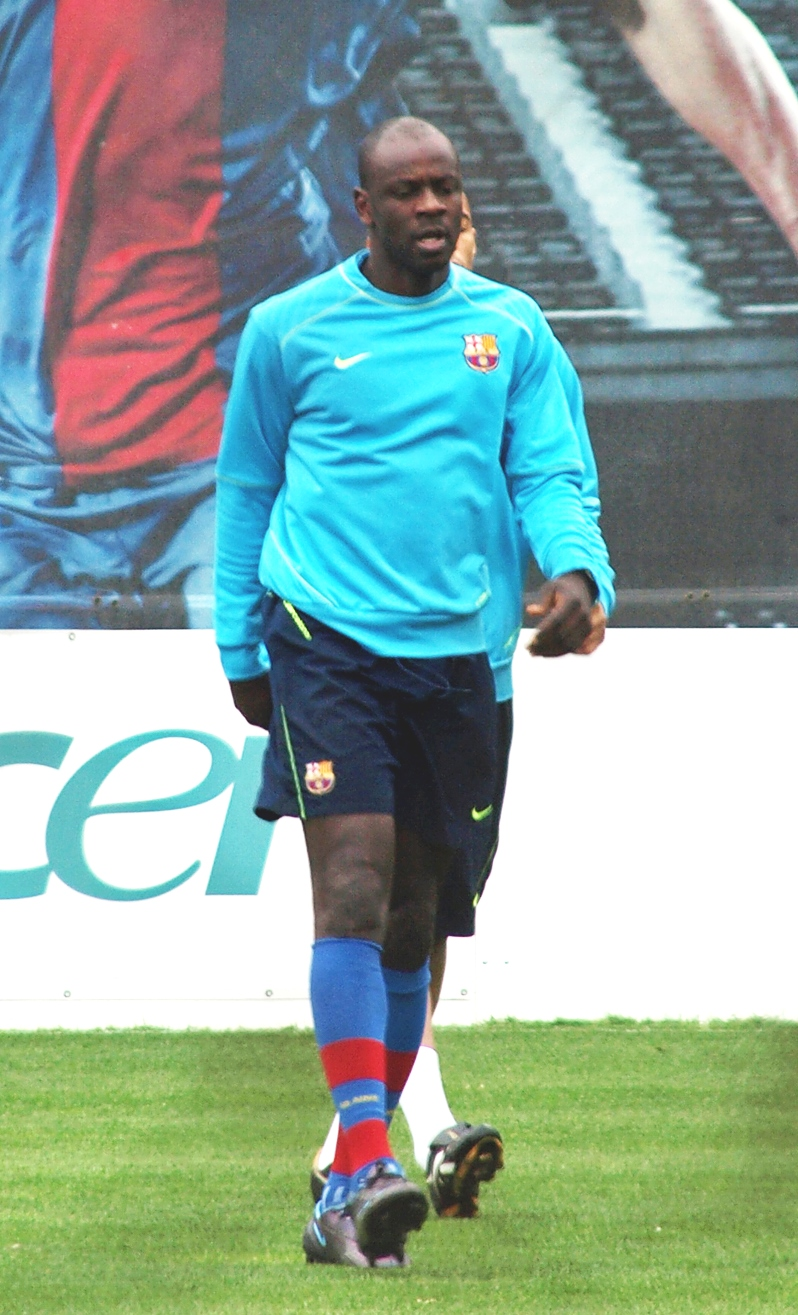
Lilian Thuram.

- 1974: Ricardo Frederico Rodrigues Antunes, futbolista brasileño.
- 1974: Mehdi Ben Slimane, futbolista tunecino.
- 1974: Mario Benetton, ciclista italiano.
- 1975: Eiichirō Oda, mangaka japonés.
- 1976: Marko Topić, futbolista bosnio.
- 1976: Jesús Muñoz Calonge, futbolista español.
- 1976: Harue Sato, futbolista japonesa.
- 1976: Agnieszka Górska, política y economista polaca.
- 1976: Mehman Əzizov, judoca azerbaiyano.
- 1977: Hasan Salihamidžić, futbolista bosnio.
- 1977: Axel, cantante argentino.
- 1977: Jerry Yan, actor y cantante taiwanés.
- 1978: Yohann Diniz, atleta francés.
- 1978: Xavier Samin, futbolista franco-polinesio.
- 1978: Chris Davidson, surfista australiano (f. 2022).
- 1978: Anca Heltne, atleta rumana.
- 1978: Laura Lopes, hija del primer matrimonio de Camila, reina consorte del Reino Unido y del capitán Andrew Parker Bowles.
- 1978: Irini Zora, remera griega.
- 1978: Philip Mulryne, sacerdote y futbolista británico.
- 1978: Humberto Gomes, balonmanista portugués.
- 1978: Nina Bott, actriz alemana.
- 1978: Terri Tatchell, guionista canadiense.
- 1979: Brody Dalle, cantante australiana, de la banda The Distillers.
- 1979: Mercedes Funes, actriz argentina.
- 1979: Gisela, cantante española.
- 1979: Vidya Balan, actriz india.
- 1979: Viacheslav Sviderski, futbolista ucraniano.
- 1980: Ignacio Huang, actor y diseñador gráfico taiwanés nacionalizado argentino.
- 1980: Elin Nordegren, modelo sueca.
- 1980: Omar Abdulkadir, futbolista somalií.
- 1981: Zsolt Baumgartner, piloto de Fórmula 1 húngaro.
- 1981: Sandra Vilanova, futbolista española.
- 1982: Egidio Arévalo Ríos, futbolista uruguayo.
- 1982: David Nalbandian, tenista argentino.
- 1982: Radosław Matusiak, futbolista polaco.
- 1982: Eliza Joenck, modelo y actriz brasileña.
- 1983: Calum Davenport, futbolista británico.

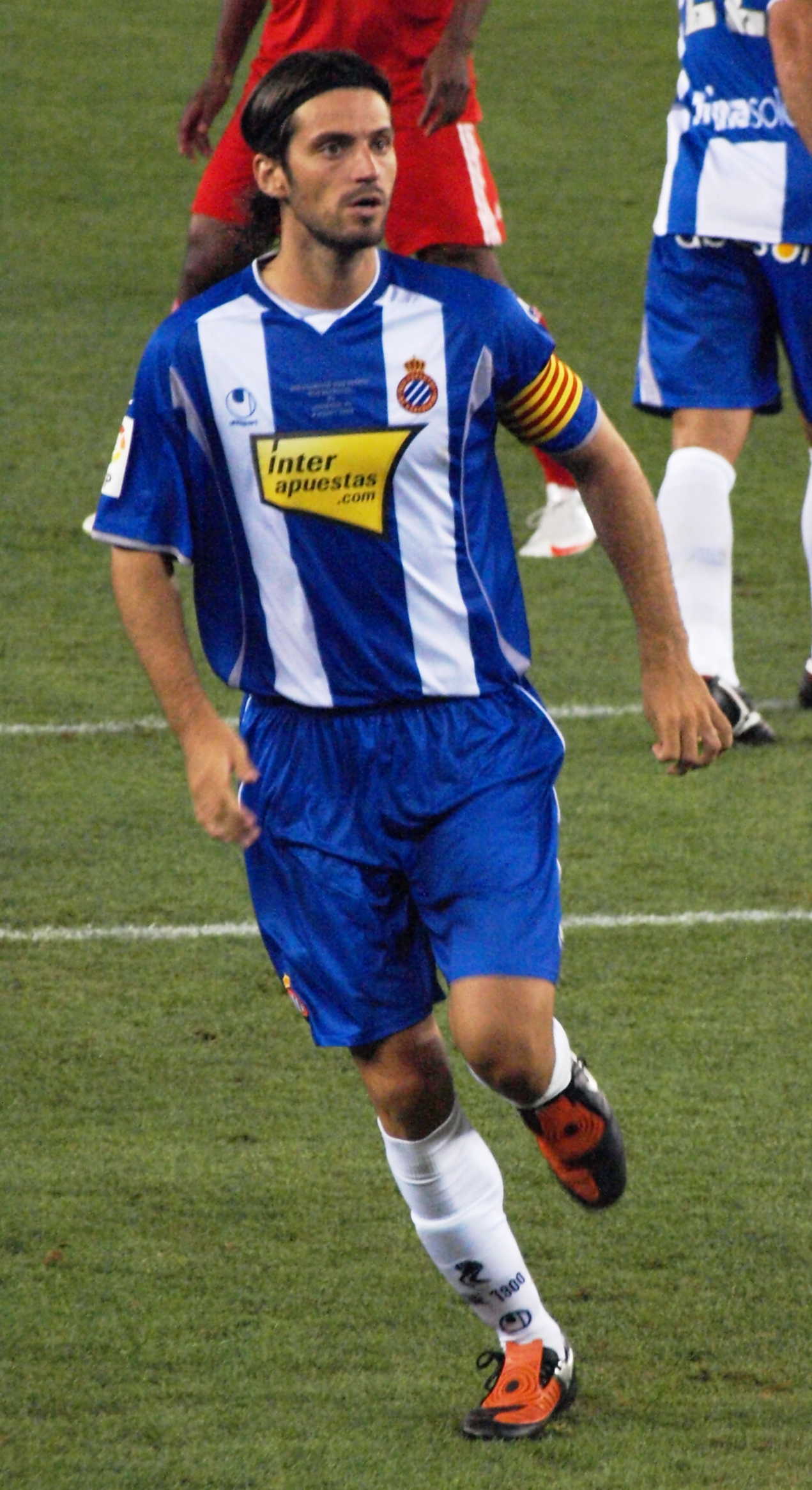
Daniel Jarque.

- 1983: Dani Jarque, futbolista español (f. 2009).
- 1983: Alex Cordaz, futbolista italiano.

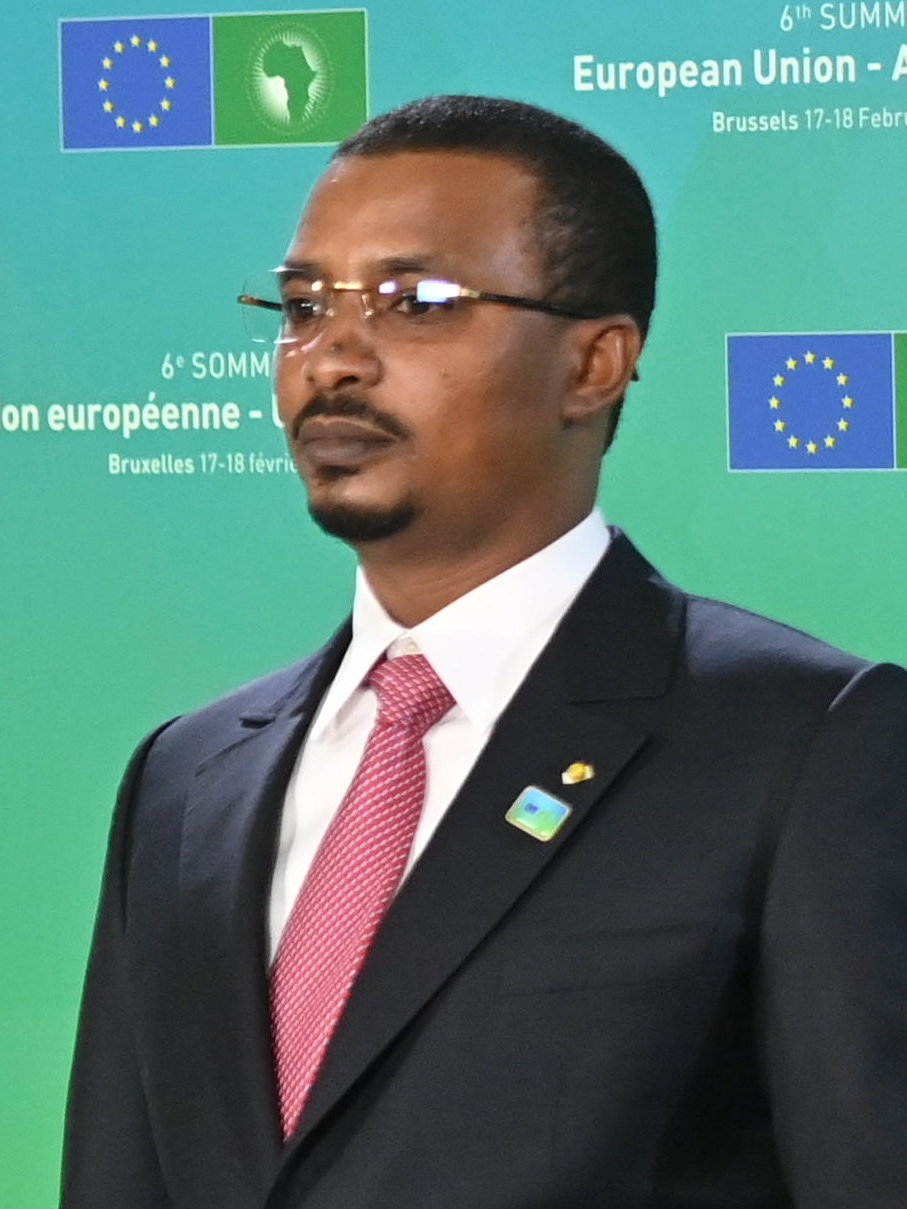
Mahamat Déby Itno

- 1984: Paolo Guerrero, futbolista peruano.
- 1984: Rubens Sambueza, futbolista argentino.
- 1984: Sayali Bhagat, actriz y modelo india.
- 1984: Rafa Jordà, futbolista español.
- 1984: Mahamat Déby Itno, militar chadiano, presidente de Chad desde 2021.
- 1985: Luis Miguel Rodríguez, futbolista argentino.
- 1985: Rafael Bastos, futbolista brasileño.

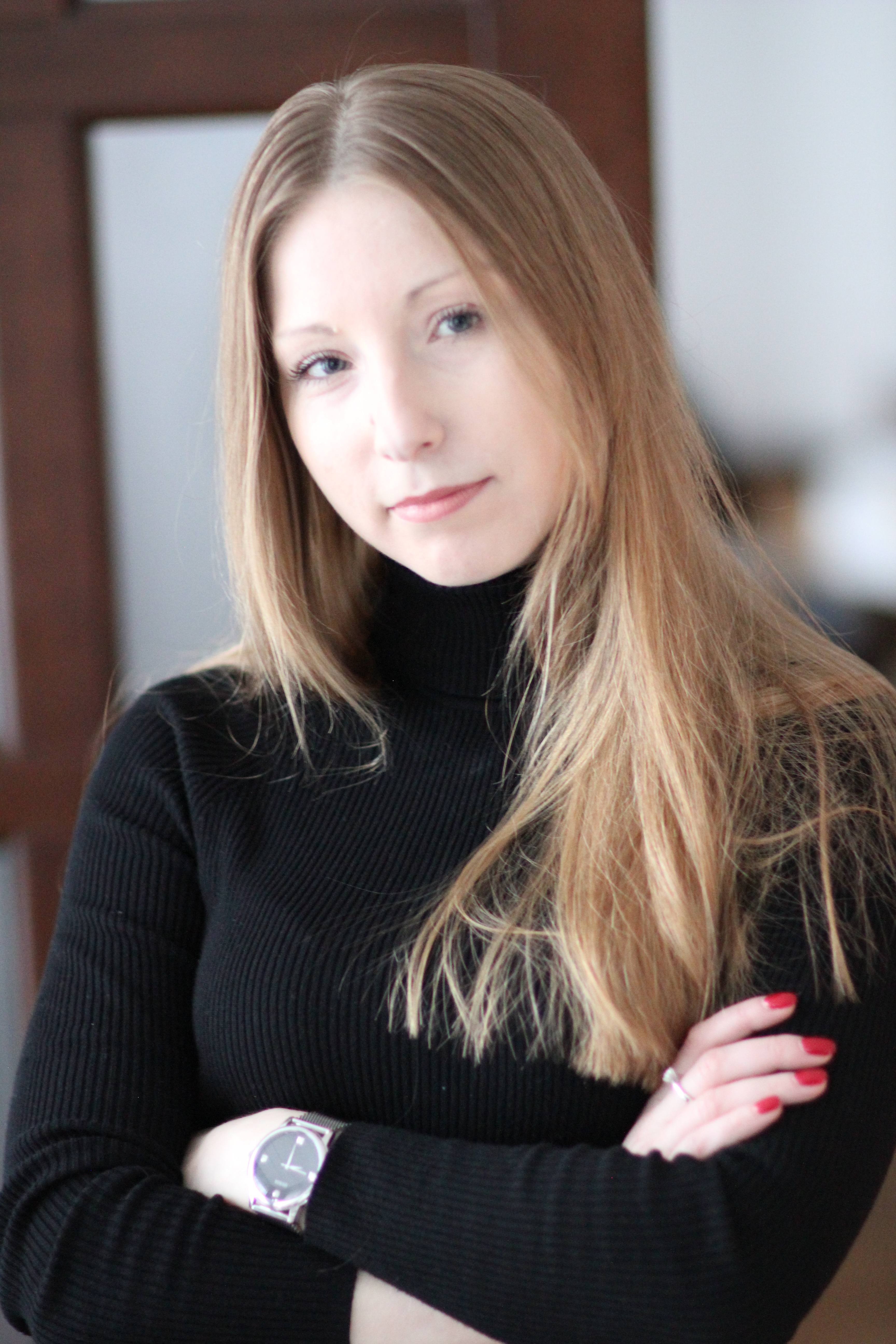
Victoria Amelina

- 1986: Lee Sungmin, cantante y actor coreano.
- 1986: Colin Morgan, actor norirlandés.
- 1986: Victoria Amelina, escritora y novelista ucraniana (f. 2023).
- 1987: Meryl Davis, patinadora estadounidense.
- 1987: Tarek Elrich, futbolista australiano.
- 1988: Dallas Keuchel, beisbolista estadounidense.
- 1988: Alex Rafael, futbolista brasileño.
- 1988: Víctor Ayala Núñez, futbolista paraguayo.
- 1988: Fernando Uribe, futbolista colombiano.
- 1988: Assimiou Touré, futbolista togolés.
- 1990: Ben Harris, futbolista inglés.
- 1990: Ruslán Kambólov, futbolista ruso.
- 1991: Abdoulaye Ba, futbolista senegalés.
- 1992: Jack Wilshere, futbolista británico.
- 1992: Hazar Ergüçlü, actriz turco-chipriota.
- 1992: He Kexin, gimnasta artística china.
- 1992: Salvatore Molina, futbolista italiano.
- 1993: Jon Flanagan, futbolista inglés.
- 1994: Borja Lasso, futbolista español.
- 1994: Isaac Nana, futbolista ghanés.
- 1994: Giorgos Masouras, futbolista griego.
- 1995: Sardar Azmoun, futbolista iraní.
- 1995: Janus Daði Smárason, balonmanista islandés.
- 1996: Kun, cantante chino.
- 1996: Andreas Pereira, futbolista belga.
- 1996: Atomu Mizuishi, actor japonés.
- 1996: Stuart Holthusen, futbolista neozelandés.
- 1996: Ahmaad Rorie, baloncestista estadounidense.
- 1996: Mathias Jensen, futbolista danés.
- 1996: Isaiah Powell, baloncestista estadounidense.
- 1996: Mahdi Afri, atleta marroquí.
- 1996: Sundar Singh Gurjar, atleta indio.
- 1996: Pan Dandan, remera china.
- 1996: Mihaela de Micheli Vitturi, regatista croata.
- 1996: Muusa Dama, baloncestista beninés.
- 1996: Mahmoud Dahoud, futbolista sirio-alemán.
- 1996: Munarbek Seiitbek Uulu, boxeador kirguís.
- 1996: Brighton Labeau, futbolista francés.
- 1996: Ayşe Bera Süzer, arquera turca.
- 1997: Chidozie Awaziem, futbolista nigeriano.
- 1997: Gonzalo Montiel, futbolista argentino.
- 1997: Kouadio-Yves Dabila, futbolista marfileño.
- 1997: Kazune Kubota, futbolista japonés.
- 1997: Javier Navarro Rodríguez, futbolista español.
- 1997: Víctor García Raja, futbolista español.
- 1997: Adrián Ugarriza, futbolista peruano.
- 1997: Eli Abaev, baloncestista estadounidense.
- 1997: Víctor Arboleda, futbolista colombiano.
- 1997: Matt Orr, futbolista hongkonés.
- 1998: Lara Robinson, actriz australiana.
- 1998: Fabian Feyaerts, cantante belga.
- 1998: Asier Gomes Álvarez, futbolista español.
- 1998: Celil Yüksel, futbolista turco.
- 1998: Federico Vietto, futbolista argentino.
- 1998: Paul Botha, atleta sudafricano.
- 1998: Pavel Pavliuchenko, futbolista bielorruso.
- 1998: Roxana Anghel, remera rumana.
- 1998: Enock Mwepu, futbolista zambiano.
- 1998: David DiLeo, baloncestista estadounidense.
- 1999: Benjamin Goller, futbolista alemán.
- 1999: Gianluca Scamacca, futbolista italiano.
- 1999: Tomás Chancalay, futbolista argentino.
- 1999: Sergio Moreno Martínez, futbolista español.
- 1999: Diamond White, cantante y actriz estadounidense.
- 1999: Zhou Lijun, taekwondista china.
- 1999: Mark Petrovski, boxeador ruso.
- 1999: Ayub Hadimi, jugadora de fútbol 5 adaptado marroquí.
- 1999: Juan David Lemus, futbolista colombiano.
- 1999: Tatiana Andreoli, arquera italiana.
- 1999: Emmanuel Latte Lath, futbolista marfileño.
- 1999: Trenton Gill, jugador de fútbol americano estadounidense.
- 1999: Bùi Hoàng Việt Anh, futbolista vietnamita.
- 2000: Ekaterina Alexandrovskaya, patinadora rusa (f. 2020).
- 2000: Boško Šutalo, futbolista croata.
- 2000: Álvaro Roncal, futbolista español.
- 2000: Habiba Mansur, taekwondista egipcia.
- 2000: Aleksandra Klepaczka, modelo polaca.
- 2000: Ice Spice, rapera estadounidense.
- 2000: Glenn Middleton, futbolista escocés.
- 2000: Kobe Brown, baloncestista estadounidense.

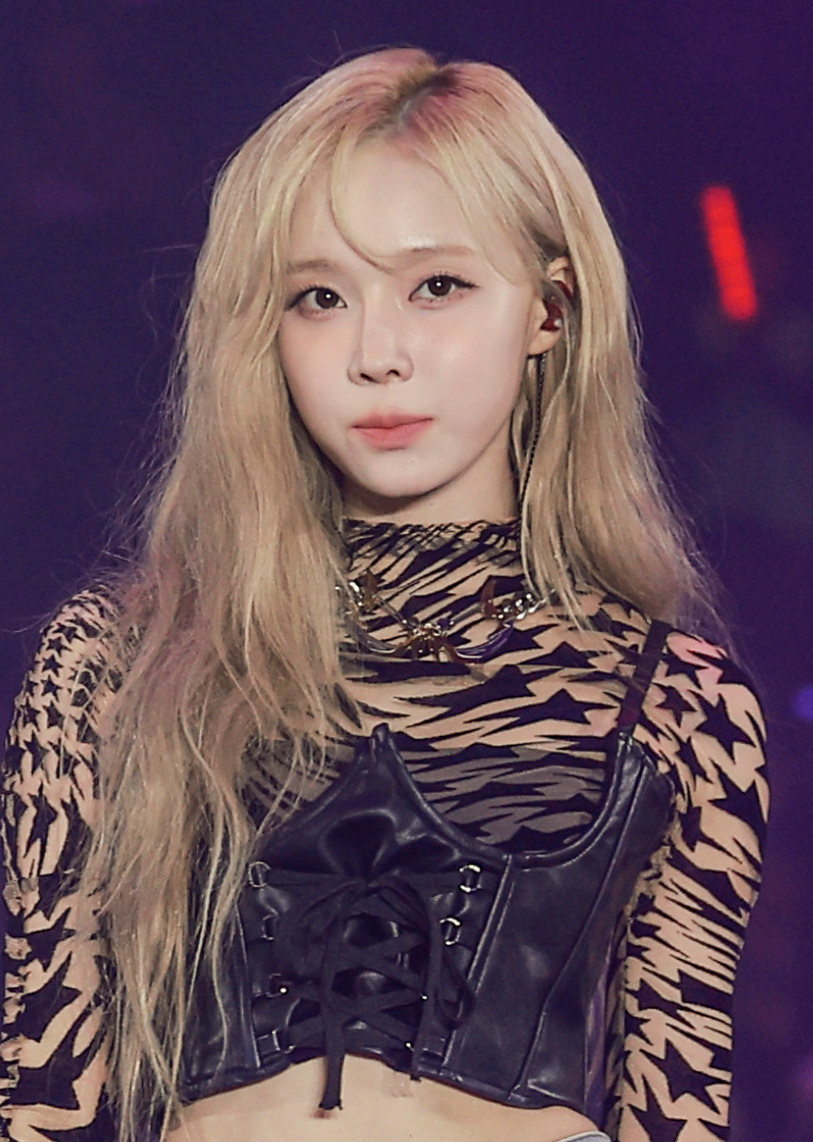
Winter

- 2001: Angourie Rice, actriz australiana.
- 2001: Winter, cantante surcoreana, miembro del grupo femenino Aespa.
- 2001: Yasser Larouci, futbolista argelino.
- 2001: Osama Faisal, futbolista egipcio.
- 2002: Simon Adingra, futbolista marfileño.
- 2002: Alberto Retuerta Cuadros, futbolista español.
- 2003: Daria Trubnikova, gimnasta rítmica rusa.
- 2004: Amit Elor, luchadora estadounidense.
- 2004: Giovani Henrique Amorim da Silva, futbolista brasileño.
- 2004: Lamine Camara, futbolista senegalés.
- 2004: Román Vega, futbolista argentino.
- 2006: Louis BPM, cantante venezolano.
- 2006: Tobias Slotsager, futbolista danés.
- 2007: Ian Subiabre, futbolista argentino.
- 2009: Hend Zaza, tenista de mesa siria.

## Fallecimientos
- 138: Lucio Elio César, César romano (n. 101).
- 379: San Basilio, obispo católico griego de Asia Menor (n. 330).
- 510: Eugendo, monje y santo francés (n. 449).
- 1387: Carlos II de Navarra, rey de Navarra y conde de Évreux entre 1349 y 1387 (n. 1332).
- 1449: Janin Lomme de Tournai, arquitecto y escultor hispano-flamenco.

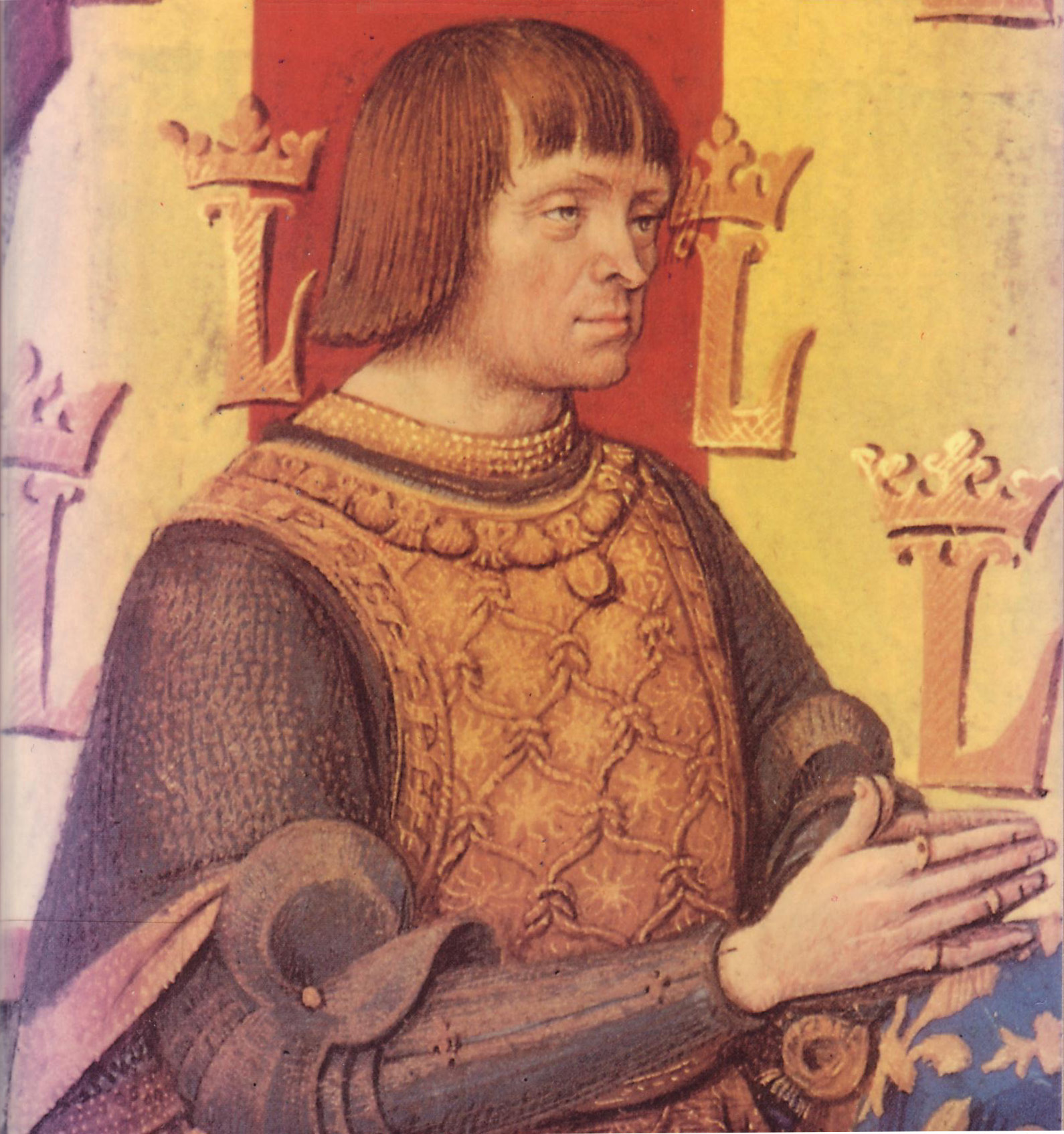
Luis XII de Francia.

- 1515: Luis XII, rey francés entre 1498 y 1515 (n. 1462).
- 1617: Hendrick Goltzius, pintor y grabador flamenco (n. 1558).
- 1696: Francisca Drummond de Melfort y Wallace, aristócrata británica (n. 1724).
- 1701: Pietro Sammartini, organista y compositor italiano (n. 1636).
- 1716: María Casimira Luisa de la Grange d'Arquien, consorte del Rey de Polonia Juan III Sobieski (n. 1641).
- 1766: Jacobo Eduardo Estuardo, pretendiente al trono inglés (n. 1688).
- 1800: Louis Jean Marie Daubenton, médico y naturalista francés (n. 1716).
- 1817: Martin Heinrich Klaproth, químico alemán (n. 1743).
- 1824: Vicente Strambi, religioso italiano (n. 1745).
- 1829: Pedro Blanco Soto, militar y político boliviano, presidente entre 1828 y 1829 (n. 1795).
- 1843: Gregorio Cordovez, político chileno (n. 1783).
- 1868: Rosa Merino, artista peruana (n. 1790).

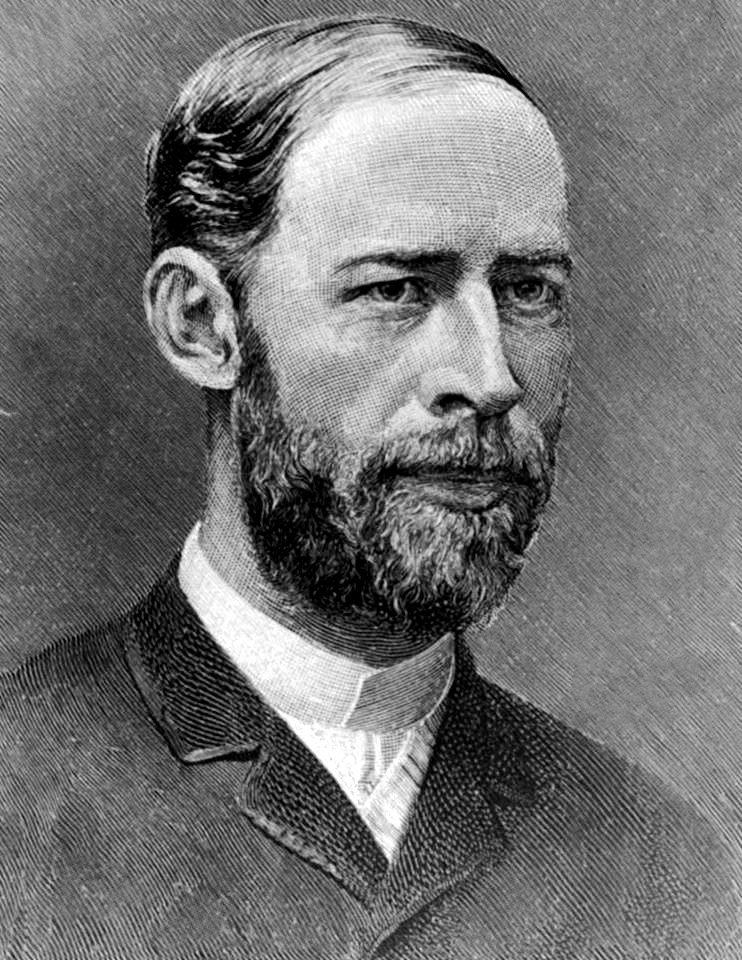
Heinrich Rudolf Hertz.

- 1894: Heinrich Rudolf Hertz, físico alemán (n. 1857).
- 1897: Adolfo Caminha, escritor brasileño (n. 1867).
- 1912: Cleto Zavala, compositor español (n. 1867).
- 1918: Hormiga Negra, gaucho argentino (n. 1837).
- 1919: Miijaíl Drozdovski, general ruso (n. 1881).
- 1937: Bhaktisiddhanta, religioso hinduista bengalí (n. 1874).
- 1953: Hank Williams, cantante y compositor de música country estadounidense (n. 1923).
- 1954: José Millán-Astray, militar español (n. 1879).
- 1958: Edward Weston, fotógrafo estadounidense (n. 1886).
- 1962: Diego Martínez Barrio, político republicano español, presidente en 1936 (n. 1883).
- 1965: Mariano Picón Salas,  escritor, diplomático y académico venezolano (n. 1901)
- 1968: Enrique Ferrarese, constructor y empresario ítaloargentino (n. 1882).
- 1969: Micheline Francey, actriz francesa (n. 1919).
- 1969: Barton MacLane, actor y dramaturgo estadounidense (n. 1902).

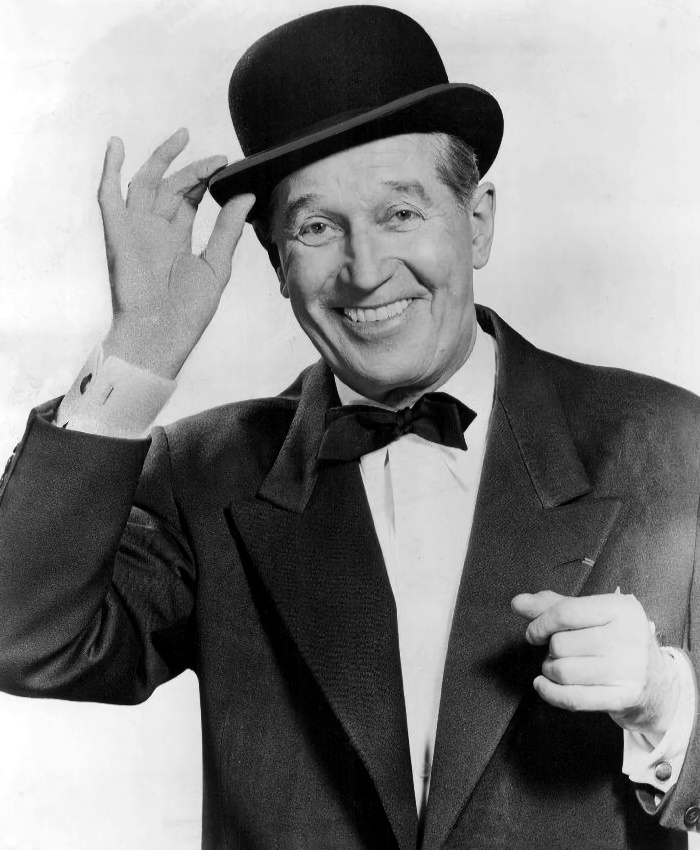
Maurice Chevalier.

- 1972: Maurice Chevalier, cantante y actor francés (n. 1888).
- 1972: Luis Banchero Rossi, empresario peruano (n. 1929).
- 1975: Kyusaku Ogino, ginecólogo japonés (n. 1882).
- 1980: Pietro Nenni, político italiano (n. 1891).
- 1981: Mauri Rose, piloto estadounidense de automovilismo (n. 1906).
- 1982: Victor Buono, actor estadounidense (n. 1938).
- 1984: Alexis Korner, cantante británico (n. 1928).
- 1985: José Artés de Arcos, empresario español (n. 1893).
- 1985: Eulalia Guzmán Barrón, profesora y arqueóloga mexicana (n. 1890).[12]
- 1986: Bruce Norris, directivo de hockey sobre hielo estadounidense (n. 1924).
- 1992: Grace Murray Hopper, militar estadounidense (n. 1906).
- 1994: César Romero, actor estadounidense (n. 1907).
- 1994: E. A. Thompson, historiador británico (n. 1914).

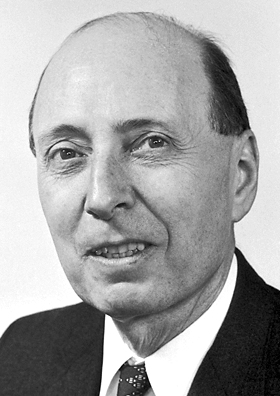
Eugene Paul Wigner.

- 1995: Eugene Paul Wigner, científico húngaro, Nobel de Física en 1963 (n. 1902).
- 1996: Leopoldo Benites, diplomático ecuatoriano (n. 1905).
- 1997: Townes Van Zandt, cantautor estadounidense (n. 1944).
- 1998: Haxhi Lleshi, político albanés (n. 1913).
- 2000: Ramiro Better, cantante colombiano (n. 1963)
- 2000: Sandro Baylón, futbolista peruano (n. 1977).
- 2000: Arthur Lehning, anarquista neerlandés (n. 1899).

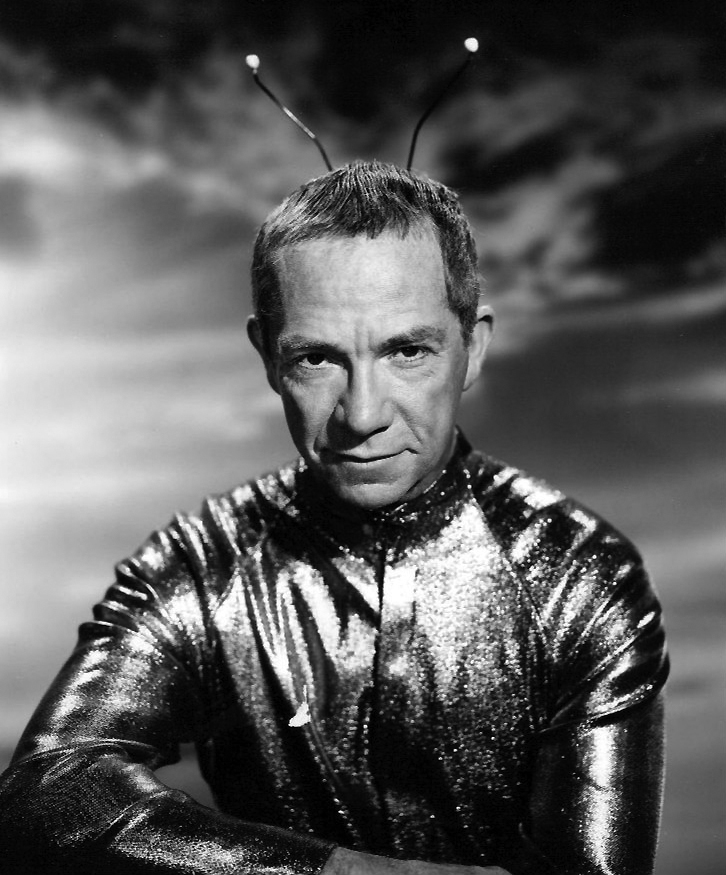
Ray Walston.

- 2001: Ray Walston, actor estadounidense (n. 1914).
- 2003: Alicio Garcitoral, escritor y político español (n. 1902).
- 2004: Manuel Félix López, político ecuatoriano (n. 1937).
- 2005: Eugene J. Martin, pintor estadounidense (n. 1938).
- 2007: Werner Hollweg, tenor alemán (n. 1936).
- 2007: Darrent Williams, jugador de fútbol americano estadounidense (n. 1982).
- 2009: Johannes Mario Simmel, escritor austriaco (n. 1924).
- 2010: Lhasa de Sela, cantante mexicano-estadounidense (n. 1972).
- 2011: Marin Constantin, músico, director de orquesta y compositor rumano (n. 1925).
- 2011: Jiaser, historietista español (n. 1927).
- 2012: Carlos Ernesto Soria, político argentino (n. 1949).
- 2012: Nina Miranda, cantante uruguaya (n. 1925).
- 2012: Hermann Guggiari, escultor paraguayo (n. 1924).
- 2012: Jorge Andrés Martínez Boero, piloto de motociclismo argentino (n. 1973).
- 2012: Yafa Yarkoni, cantante israelí (n. 1925).
- 2012: Kiro Gligorov, político macedonio (n. 1917).
- 2012: Bob Anderson esgrimidor y actor británico (n. 1922).
- 2012: Diozel Pérez, periodista chileno (n. 1932).
- 2012: Juan de Dios Úsuga David, narcotraficante colombiano (n. 1967).
- 2013: Lloyd Hartman Elliott, educador estadounidense (n. 1918).
- 2013: Christopher Martin-Jenkins, periodista británico de cricket (n. 1945).
- 2013: Mojtaba Tehrani, marja' (‘gran ayatolá’) e imamí de la religión musulmana chiita (n. 1933).
- 2013: Marian Wantoła, dibujante polaco (n. 1926).
- 2014: Juanita Moore, actriz de cine, televisión y teatro estadounidense (n. 1914).
- 2015: Donna Douglas, actriz estadounidense (n. 1932).
- 2015: Omar Karami, político libanés (n. 1934).
- 2015: Boris Morukov, astronauta ruso (n. 1950).
- 2015: Mario Cuomo, político estadounidense (n. 1932).
- 2016: Dale Bumpers, político estadounidense (n. 1925).
- 2016: Antonio Carrizo, presentador, locutor y periodista argentino (n. 1926).
- 2017: Memo Morales, cantante venezolano (n. 1937).
- 2019: Pegi Young, cantante estadounidense (n. 1954).
- 2020: David Stern, abogado estadounidense (n. 1942).
- 2021: Carlos do Carmo, cantante portugués (n. 1939).
- 2022: Dan Reeves, entrenador de fútbol americano estadounidense (n. 1944).
- 2023: Francisco Bozinovic, biólogo y académico chileno-croata (n. 1959).
- 2023: Martin Davis, matemático estadounidense (n. 1928).
- 2024: Niklaus Wirth, informático suizo (n. 1934).
- 2024: Iwona Śledzińska-Katarasińska, periodista y política polaca (n. 1941).
- 2025: Leo Dan, cantautor argentino (n. 1942).
- 2025: David Lodge, novelista y crítico literario británico (n. 1935).

## Celebraciones

¡Feliz Año Nuevo!

- Año Nuevo (calendario gregoriano).

- Día Internacional del Hijo.[13]

- Día del Dominio Público.

### Por países
(Por orden alfabético)
- Argentina: 
  -  Aniversario del Club Atlético Vélez Sarsfield.
Fundación: 1 de enero de 1910 (115 años).

- Australia: 
  - Día de la Independencia.

- Brasil: 
  - Confraternización Universal. 
En Brasil, la fiesta del Día de Año Nuevo se llama Confraternización Universal. Las festividades incluyen una cuenta regresiva hasta la medianoche, fuegos artificiales y fiestas en todo el país.

- Brunéi: 
  - Día de la Independencia.

- Cuba: 
  - La Revolución Cubana celebra el colapso de la dictadura de Fulgencio Batista.

- Estados Unidos: 
  - Día de la Emancipación.

- Haití: 
  - Día de la Independencia.

- Italia:
  - Día de la Constitución de la República Italiana.
Efectiva desde: 1 de enero de 1948 (77 años).

- Lituania:
  - Día de la Bandera de Lituania.
 Conmemora el izamiento de la bandera lituana en la Torre de Gediminas en 1919.

- Pakistán: 
  - Día festivo bancario.

- República de China: 
  - Día de la República. También conocido como el Día de la Fundación (Taiwán) conmemora el establecimiento del Gobierno Provisional en Nankín.

- Samoa: 
  - Día de la Independencia.

- Sudán: 
  - Día de la Independencia.

### Compartidas
- Disolución de Checoslovaquia:
(Celebraciones relacionadas)
  -  Eslovaquia:
    - Día de la Fundación de la República Eslovaca.

  -  República Checa: 
    - Día de la Restauración del Estado Independiente Checo.

- Unión Europea:
  - Día del Euro.
(en inglés: Euro Day).

### Santoral católico

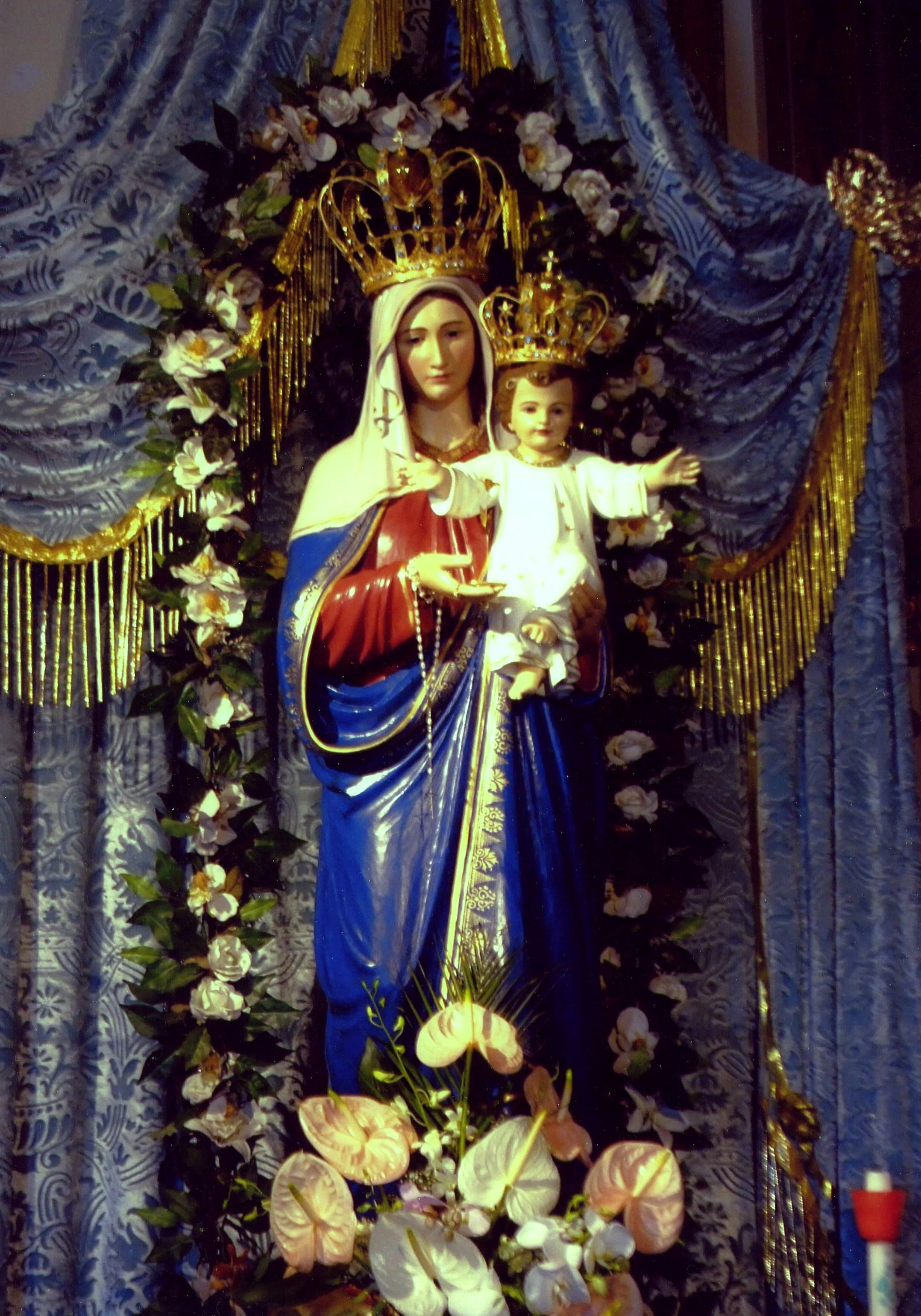
Estatua de la Virgen María con el Niño

- Solemnidad de santa María, madre de Dios.
- San Manuel.
- san Basilio de Cesarea, obispo (379).
- san Almaquio de Roma, mártir (391).
- san Eugendo de Condat, abad (516).
- san Justino de Chieti, obispo (540).
- san Fulgencio de Ruspe, obispo (c. 632).
- san Claro de Vienne, abad (660/670).
- san Frodoberto de Troyes, fundador y abad (c. 667).
- san Guillermo de Fécamp, abad (1031).
- san Odilón de Souvigny, abad (1049).
- santa Zdislava de Gablonné (1252).
- beato Hugolino de Gualdo Cattaneo, anacoreta (siglo XIV).
- san José María Tomasi, presbítero y cardenal (1713).
- beatos Juan y Renato Lego, presbíteros y mártires (1794).
- san Vicente María Strambi, obispo (1824).
- beato Valentín Paquay, presbítero (1905).
- beato Segismundo Gorazdowski, presbítero (1920).
- beato Mariano Konopinski, presbítero y mártir (1943).